# Bajnai Öreg-lyuk
A Bajnai Öreg-lyuk a Duna–Ipoly Nemzeti Parkban, a Gerecse hegységben található egyik barlang. Magyarország megkülönböztetetten védett barlangjai között van. Régészeti leletek kerültek elő belőle. Denevérek is előfordulnak járataiban.

## Leírás
Bajna külterületén, a település központjától K-re kb. 1,3 km-re helyezkedik el a barlang. Az Őr-hegy meredek K-i oldalának alsó részén, kb. 220 m tszf. magasságban, szálkőkibukkanás alatt van a barlang 16,5 m széles bejárata, de ezt néhány nagy kőtömb két részre különíti el. Az É-i nyílás (ide vezet egy gyalogösvény) 3,5 m széles, 2,1 m magas, a D-i nyílás 5 m széles és 1,5 m magas. Az Epölről induló zöld háromszög jelzésű turistaúton lehet eljutni a 70,5 m hosszú, 14,1 m függőleges kikterjedésű, 2,5 m magas, 11,6 m mély és 36 m vízszintes kiterjedésű barlanghoz.
A barlangban lévő Előcsarnok 18 m hosszú. A bejárattól 10 m-re 8 m-esre szűkül, majd É-ra, a mellékjárat irányába 12 m-ig megint tágul. Ny-i végénél (a Főjárat belsőbb szakaszának kezdeténél) még mindig 7 m széles. Mennyezetét ÉK-i irányba 10–12°-kal dőlő réteglap alsó síkja képezi, ezért 1,2–2 m közötti magasságát az aljzati kitöltés egyenetlensége befolyásolja. (Ebből a kitöltésből a 20. században itt végzett ásatások és feltárások következményeként gazdag őslénytani és régészeti anyag látott napvilágot.) Ezt a sík mennyezetet egy helyen, ennek a járatrésznek a közepén egy 0,8×2,5 m-es lyukkal nyíló, 4 m magas, gömbüstös kis kürtő töri meg. A Főjárat belső része 17 m hosszú, 3–8 m széles, 1,5–2 m magas tág folyosó, amely enyhén lejt befelé a kőzetdőlést követve.
Középső részén 5 m magas tág, gömbüstös kupola van, melyhez egy szűk, további 2 m-ig felnyúló gömbfülkelánc csatlakozik. Az Előcsarnok belső harmadából ÉNy-ra elágazó 26 m hosszú Mellékjárat bejáratánál 2,5 m széles és csak 0,8 m magas, de kupolás terménél 7 m-ig kiszélesedik. E terem mennyezetéből a Főjáratéhoz hasonló, tág gömbüstös kupola nyúlik fel 4 m magasságig. A Mellékjárat belső része egy szűk, nagyon lejtő kukacjárat és egy kis akna együttese, melynek járhatatlan hasadékká összeszűkülő végpontja a barlangbejárat szintjétől 11,6 m-rel mélyebben van.
Felső triász vastagpados dachsteini mészkő K–Ny és ÉNy–DK irányú törésvonalai mentén alakult ki az üregrendszer. Formakincse és járatszerkezete alapján egy termálkarsztos keletkezésű forrásbarlang maradványa. Nagyon változatos a barlang formakincse. Az Előcsarnok mennyezetét alkotó réteglapsík majdnem sima, csupán apró egyenetlenségekkel, korróziós hasadékokkal tarkított. Az oldalfalak felülete itt szögletes, sarkos, mely kifagyásos-kőzetkipattogzásos folyamatot valószínűsít, de távolodva a bejárattól és nagyobb felületeket vizsgálva a gömbüstök nyoma is egyértelműen látszik. A Főjárat és a Mellékjárat kupoláit, valamint végponti részeit gömbfülkék és gömbüstök összeoldódásából keletkezett formák jellemzik. A mennyezeteken (leginkább a Mellékjárat kupolájában) a kőzet mikrotektonikai vonalai mentén, mély vályúkkal, barázdákkal osztott és nagyon tagolt a falfelület. Ezek a kis üregek és az Előcsarnok mennyezetének hasadékai a hidegtűrő denevérfajok kedvenc téli búvóhelyei.
A barlangban ásványkiválás csak kis foltokban figyelhető meg. Az innen egykor leírt barit kőzetfelületen már nem, csak a törmelékben fordul elő. A Mellékjárat kupolás termének oldalfala őskarsztos üregkitöltésnek minősíthető nagykristályos kalcitot, mennyezete pedig limonitos kiválásokat tár fel. A végponti kis akna falain, kis foltokban apró borsókő látszik. A barlang kitöltése kőtörmelékes humuszból és kőtörmelékes, kőzetlisztes agyagos löszből áll. A kőtörmelék aránya a Főjáratban nagyon magas, a Mellékjárat belső részében pedig alacsonyabb. Viszonylag szegény élővilága. A bejáratközeli részeken a falakat nagy foltokban algás-zuzmós bevonat borítja. A barlang teljes kiterjedésében találhatók lepkék, szúnyogok és pókok.
Jellege miatt a barlangban (főleg télen) nagyon érvényesülnek a külszíni időjárási hatások. Gyakran előfordul, hogy az Előcsarnokban, hidegebb teleken -10 °C körüli a hőmérséklet. A Gerecse Barlangkutató és Természetvédő Egyesület végzett a Bajnai Öreg-lyukban denevér-megfigyeléseket, amelyek során 10 denevérfaj; kis patkósdenevér, nagy patkósdenevér, vízi denevér, nagyfülű denevér, közönséges denevér, közönséges késeidenevér, szürke hosszúfülű-denevér, barna hosszúfülű-denevér, nyugati piszedenevér és horgasszőrű denevér jelenlétét állapították meg a csoporttagok. Az észlelési adatok és a néha fellelhető friss ürülék alapján helyi viszonylatban kis-közepes egyedszámú és fajgazdag állandó téli denevérszálláshelynek, kis faj- és egyedszámú alkalmi tavaszi és őszi szálláshelynek, ugyanakkor kis egyedszámú és fajgazdag párzóhelynek tekinthető. A telelési időszakban elsősorban a hidegtűrő közönséges késeidenevér és nyugati piszedenevér előfordulása általános. A lezáratlan, könnyen megközelíthető barlang engedély nélkül és barlangjáró alapfelszerelés nélkül is megtekinthető.
1986-ban volt először Bajnai Öreg-lyuknak nevezve a barlang az irodalmában. Előfordul a barlang az irodalmában bajnai Öregkő-barlang (Kordos 1984), Bajnai Öreglyuk (Vigh 1937), bajnai Öreg-lyuk (Kordos 1984), Bajnai öreglyuk (Kadić 1919), Bajnai-Öreg-lyuk (Bertalan, Schőnviszky 1976), Bajnai Őrkő-barlang (Székely 1994), bajnai Őrkő-barlang (Bertalan 1976), Bajnai Őrkő-barlangja (Holényi 1959), Epöli Öreg-lyuk (Kordos 1984), Kőpest (Dénes 1977), Öregkő Cave (Dénes 1977), Öreglik barlang (Jaskó 1957), Öreg-lyuk (Kordos 1978), Öreglyuk (Kadić 1919), Öreglyuk barlang (Almády 1988), Őrhegyi-barlang (Bertalan 1976), Őrhegyi barlang (Kadić 1952) és Őrkő-barlang (Jakucs, Kessler 1962) neveken is.

## Denevér-megfigyelések
| \| Dátum \| Összesen \| Rhin. hip. \| Rhin. fer. \| Myo. dau. \| Myo. nat. \| Myo. bech. \| Myo. myo. \| Ept. ser. \| Ple. aus. \| Ple. aur. \| Bar. bar. \| indet sp. \| \| -------------------- \| -------- \| ---------- \| ---------- \| --------- \| --------- \| ---------- \| --------- \| --------- \| --------- \| --------- \| --------- \| --------- \| \| 1986. január 27. \| 13 \| 1 \| – \| – \| – \| – \| 6 \| 3 \| – \| – \| 3 \| – \| \| 1986. augusztus 3. \| – \| – \| – \| – \| – \| – \| – \| – \| – \| – \| – \| – \| \| 1987. március 14. \| 4 \| – \| – \| – \| – \| – \| – \| – \| – \| – \| 4 \| – \| \| 1988. január 15. \| – \| – \| – \| – \| – \| – \| – \| – \| – \| – \| – \| – \| \| 1989. február 26. \| 2 \| – \| – \| – \| – \| – \| 2 \| – \| – \| – \| – \| – \| \| 1989. július 22. \| – \| – \| – \| – \| – \| – \| – \| – \| – \| – \| – \| – \| \| 1990. január 27. \| 7 \| – \| – \| – \| 2 \| – \| 3 \| – \| – \| – \| 2 \| – \| \| 1990. június 28. \| – \| – \| – \| – \| – \| – \| – \| – \| – \| – \| – \| – \| \| 1991. január 21. \| 1 \| – \| – \| – \| – \| – \| – \| 1 \| – \| – \| – \| – \| \| 1991. augusztus 23. \| – \| – \| – \| – \| – \| – \| – \| – \| – \| – \| – \| – \| \| 1992. március 1. \| 2 \| 1 \| – \| – \| – \| – \| 1 \| – \| – \| – \| – \| – \| \| 1992. július 26. \| – \| – \| – \| – \| – \| – \| – \| – \| – \| – \| – \| – \| \| 1993. január 30. \| 1 \| 1 \| – \| – \| – \| – \| – \| – \| – \| – \| – \| – \| \| 1993. július 18. \| – \| – \| – \| – \| – \| – \| – \| – \| – \| – \| – \| – \| \| 1994. január 30. \| 1 \| – \| – \| – \| – \| – \| – \| – \| – \| – \| 1 \| – \| \| 1994. július 23. \| – \| – \| – \| – \| – \| – \| – \| – \| – \| – \| – \| – \| \| 1995. január 8. \| 4 \| – \| – \| – \| 3 \| – \| 1 \| – \| – \| – \| – \| – \| \| 1995. február 5. \| 1 \| – \| – \| – \| – \| – \| – \| – \| – \| – \| 1 \| – \| \| 1995. július 2. \| – \| – \| – \| – \| – \| – \| – \| – \| – \| – \| – \| – \| \| 1995. október 29. \| – \| – \| – \| – \| – \| – \| – \| – \| – \| – \| – \| – \| \| 1996. március 24. \| 1 \| – \| – \| – \| – \| – \| – \| – \| – \| – \| 1 \| – \| \| 1996. augusztus 2. \| – \| – \| – \| – \| – \| – \| – \| – \| – \| – \| – \| – \| \| 1997. augusztus 16. \| – \| – \| – \| – \| – \| – \| – \| – \| – \| – \| – \| – \| \| 1997. december 30. \| 3 \| – \| – \| – \| – \| – \| – \| – \| – \| – \| 1 \| 2 \| \| 1998. január 26. \| 8 \| 1 \| – \| 1 \| – \| – \| 2 \| 3 \| – \| – \| 1 \| – \| \| 1998. február 28. \| 2 \| – \| – \| – \| – \| – \| 2 \| – \| – \| – \| – \| – \| \| 1998. május 30. \| – \| – \| – \| – \| – \| – \| – \| – \| – \| – \| – \| – \| \| 1998. december 30. \| 6 \| – \| – \| – \| 1 \| – \| 3 \| 1 \| – \| – \| 1 \| – \| \| 1999. február 21. \| 11 \| – \| – \| 1 \| – \| 1 \| 2 \| 6 \| – \| – \| 1 \| – \| \| 1999. április 30. \| – \| – \| – \| – \| – \| – \| – \| – \| – \| – \| – \| – \| \| 1999. július 30. \| – \| – \| – \| – \| – \| – \| – \| – \| – \| – \| – \| – \| \| 1999. december 30. \| 20 \| 1 \| – \| – \| 2 \| – \| – \| 10 \| – \| – \| 7 \| – \| \| 2000. február 19. \| 12 \| – \| – \| 1 \| – \| – \| – \| 4 \| – \| – \| 7 \| – \| \| 2000. július 2. \| – \| – \| – \| – \| – \| – \| – \| – \| – \| – \| – \| – \| \| 2000. augusztus 26. \| – \| – \| – \| – \| – \| – \| – \| – \| – \| – \| – \| – \| \| 2000. december 30. \| 19 \| 1 \| – \| – \| 3 \| – \| – \| – \| – \| – \| 15 \| – \| \| 2001. január 28. \| 13 \| 1 \| – \| – \| 1 \| – \| 1 \| 6 \| – \| – \| 4 \| – \| \| 2001. február 24. \| 11 \| 1 \| – \| – \| 1 \| – \| 1 \| 4 \| – \| – \| 4 \| – \| \| 2001. március 24. \| 7 \| 2 \| – \| – \| – \| – \| 4 \| 1 \| – \| – \| – \| – \| \| 2001. április 26. \| 1 \| 1 \| – \| – \| – \| – \| – \| – \| – \| – \| – \| – \| \| 2001. május 29. \| – \| – \| – \| – \| – \| – \| – \| – \| – \| – \| – \| – \| \| 2001. június 23. \| – \| – \| – \| – \| – \| – \| – \| – \| – \| – \| – \| – \| \| 2001. július 28. \| – \| – \| – \| – \| – \| – \| – \| – \| – \| – \| – \| – \| \| 2001. augusztus 26. \| – \| – \| – \| – \| – \| – \| – \| – \| – \| – \| – \| – \| \| 2001. október 3. \| – \| – \| – \| – \| – \| – \| – \| – \| – \| – \| – \| – \| \| 2001. október 28. \| 2 \| – \| – \| – \| – \| 1 \| – \| 1 \| – \| – \| – \| – \| \| 2001. november 28. \| – \| – \| – \| – \| – \| – \| – \| – \| – \| – \| – \| – \| \| 2001. december 30. \| 5 \| 1 \| – \| – \| 1 \| – \| – \| – \| – \| – \| 3 \| – \| \| 2002. január 25. \| 8 \| – \| – \| – \| 1 \| – \| 2 \| 1 \| – \| – \| 4 \| – \| \| 2002. február 24. \| 10 \| – \| – \| – \| 1 \| – \| 2 \| 6 \| – \| – \| 1 \| – \| \| 2002. március 23. \| 2 \| 1 \| – \| – \| 1 \| – \| – \| – \| – \| – \| – \| – \| \| 2002. április 27. \| – \| – \| – \| – \| – \| – \| – \| – \| – \| – \| – \| – \| \| 2002. május 25. \| – \| – \| – \| – \| – \| – \| – \| – \| – \| – \| – \| – \| \| 2002. június 22. \| – \| – \| – \| – \| – \| – \| – \| – \| – \| – \| – \| – \| \| 2002. július 27. \| – \| – \| – \| – \| – \| – \| – \| – \| – \| – \| – \| – \| \| 2002. augusztus 15. \| – \| – \| – \| – \| – \| – \| – \| – \| – \| – \| – \| – \| \| 2002. szeptember 22. \| – \| – \| – \| – \| – \| – \| – \| – \| – \| – \| – \| – \| \| 2002. október 27. \| – \| – \| – \| – \| – \| – \| – \| – \| – \| – \| – \| – \| \| 2002. november 30. \| 3 \| – \| – \| – \| – \| – \| 1 \| 2 \| – \| – \| – \| – \| \| 2002. december 27. \| 10 \| – \| – \| – \| – \| – \| 1 \| 4 \| – \| – \| 5 \| – \| \| 2003. január 26. \| 21 \| 1 \| – \| – \| 2 \| – \| 2 \| 7 \| – \| – \| 9 \| – \| \| 2003. február 23. \| 20 \| 4 \| – \| – \| 4 \| – \| 2 \| 2 \| – \| – \| 8 \| – \| \| 2003. március 29. \| 3 \| – \| – \| – \| 1 \| – \| 2 \| – \| – \| – \| – \| – \| \| 2003. április 27. \| – \| – \| – \| – \| – \| – \| – \| – \| – \| – \| – \| – \| \| 2003. május 24. \| – \| – \| – \| – \| – \| – \| – \| – \| – \| – \| – \| – \| \| 2003. június 29. \| – \| – \| – \| – \| – \| – \| – \| – \| – \| – \| – \| – \| \| 2003. július 26. \| – \| – \| – \| – \| – \| – \| – \| – \| – \| – \| – \| – \| \| 2003. augusztus 24. \| – \| – \| – \| – \| – \| – \| – \| – \| – \| – \| – \| – \| \| 2003. szeptember 27. \| – \| – \| – \| – \| – \| – \| – \| – \| – \| – \| – \| – \| \| 2003. október 26. \| – \| – \| – \| – \| – \| – \| – \| – \| – \| – \| – \| – \| \| 2003. november 29. \| 2 \| – \| – \| – \| 1 \| – \| 1 \| – \| – \| – \| – \| – \| \| 2003. december 27. \| 5 \| – \| – \| – \| 1 \| – \| 2 \| 1 \| – \| – \| 1 \| – \| \| 2004. január 24. \| 10 \| 2 \| – \| – \| 1 \| – \| 1 \| 1 \| – \| – \| 5 \| – \| \| 2004. február 28. \| 6 \| 1 \| – \| – \| 1 \| – \| 1 \| 2 \| – \| – \| 1 \| – \| \| 2004. március 27. \| 7 \| 1 \| – \| – \| 1 \| – \| 2 \| 2 \| – \| – \| 1 \| – \| \| 2004. április 25. \| 1 \| – \| – \| – \| – \| – \| – \| – \| – \| – \| 1 \| – \| \| 2004. május 25. \| – \| – \| – \| – \| – \| – \| – \| – \| – \| – \| – \| – \| \| 2004. június 29. \| – \| – \| – \| – \| – \| – \| – \| – \| – \| – \| – \| – \| \| 2004. július 25. \| – \| – \| – \| – \| – \| – \| – \| – \| – \| – \| – \| – \| \| 2004. augusztus 22. \| – \| – \| – \| – \| – \| – \| – \| – \| – \| – \| – \| – \| \| 2004. szeptember 19. \| 4 \| – \| – \| – \| – \| – \| – \| 4 \| – \| – \| – \| – \| \| 2004. október 24. \| 3 \| – \| – \| – \| 1 \| – \| – \| 2 \| – \| – \| – \| – \| \| 2004. november 27. \| 11 \| 4 \| – \| – \| – \| – \| – \| 7 \| – \| – \| – \| – \| \| 2004. december 28. \| 10 \| 2 \| – \| 1 \| – \| – \| 2 \| 3 \| – \| – \| 2 \| – \| \| 2005. január 30. \| 13 \| 1 \| – \| – \| – \| – \| 1 \| 3 \| – \| – \| 8 \| – \| \| 2005. március 5. \| 11 \| 3 \| – \| – \| – \| – \| – \| 3 \| – \| – \| 5 \| – \| \| 2005. március 27. \| 11 \| 3 \| – \| – \| – \| – \| 2 \| 6 \| – \| – \| – \| – \| \| 2005. április 30. \| 1 \| 1 \| – \| – \| – \| – \| – \| – \| – \| – \| – \| – \| \| 2005. május 22. \| – \| – \| – \| – \| – \| – \| – \| – \| – \| – \| – \| – \| \| 2005. június 19. \| – \| – \| – \| – \| – \| – \| – \| – \| – \| – \| – \| – \| \| 2005. július 30. \| – \| – \| – \| – \| – \| – \| – \| – \| – \| – \| – \| – \| \| 2005. augusztus 27. \| – \| – \| – \| – \| – \| – \| – \| – \| – \| – \| – \| – \| \| 2005. szeptember 24. \| 1 \| 1 \| – \| – \| – \| – \| – \| – \| – \| – \| – \| – \| \| 2005. október 30. \| 3 \| 2 \| – \| – \| – \| – \| 1 \| – \| – \| – \| – \| – \| \| 2005. november 26. \| 10 \| 2 \| – \| 2 \| – \| 1 \| – \| 3 \| – \| – \| 2 \| – \| \| 2005. december 22. \| 14 \| 1 \| – \| – \| – \| 2 \| – \| 2 \| – \| – \| 9 \| – \| \| 2006. január 29. \| 7 \| 1 \| – \| – \| – \| – \| – \| 4 \| – \| – \| 2 \| – \| \| 2006. február 26. \| 10 \| 2 \| – \| – \| – \| – \| 1 \| 4 \| – \| – \| 3 \| – \| \| 2006. március 26. \| 8 \| 3 \| – \| – \| – \| 1 \| 2 \| 2 \| – \| – \| – \| – \| \| 2006. április 30. \| 2 \| 1 \| – \| – \| – \| – \| – \| – \| – \| – \| 1 \| – \| \| 2006. május 21. \| – \| – \| – \| – \| – \| – \| – \| – \| – \| – \| – \| – \| \| 2006. június 25. \| – \| – \| – \| – \| – \| – \| – \| – \| – \| – \| – \| – \| \| 2006. július 29. \| – \| – \| – \| – \| – \| – \| – \| – \| – \| – \| – \| – \| \| 2006. augusztus 27. \| – \| – \| – \| – \| – \| – \| – \| – \| – \| – \| – \| – \| \| 2006. szeptember 30. \| – \| – \| – \| – \| – \| – \| – \| – \| – \| – \| – \| – \| \| 2006. október 29. \| 5 \| 1 \| – \| – \| 1 \| – \| 1 \| 1 \| – \| – \| 1 \| – \| \| 2006. november 25. \| 8 \| 1 \| – \| – \| 1 \| – \| – \| 2 \| – \| – \| 4 \| – \| \| 2006. december 28. \| 10 \| – \| – \| – \| – \| – \| – \| 6 \| 1 \| – \| 3 \| – \| \| 2007. december 22. \| 15 \| – \| – \| – \| – \| – \| – \| – \| – \| – \| – \| 15 \| \| 2008. január 27. \| 17 \| – \| – \| – \| – \| – \| – \| – \| – \| – \| – \| 17 \| \| 2009. január 30. \| 9 \| 5 \| – \| – \| – \| – \| 1 \| 1 \| – \| – \| 2 \| – \| \| 2009. február 28. \| 14 \| 10 \| – \| – \| – \| – \| 1 \| 2 \| – \| – \| 1 \| – \| \| 2009. március 29. \| 3 \| 2 \| – \| – \| – \| – \| 1 \| – \| – \| – \| – \| – \| \| 2009. április 26. \| 1 \| – \| – \| – \| – \| – \| – \| – \| – \| – \| – \| 1 \| \| 2009. május 30. \| – \| – \| – \| – \| – \| – \| – \| – \| – \| – \| – \| – \| \| 2009. június 23. \| – \| – \| – \| – \| – \| – \| – \| – \| – \| – \| – \| – \| \| 2009. július 26. \| – \| – \| – \| – \| – \| – \| – \| – \| – \| – \| – \| – \| \| 2009. augusztus 29. \| – \| – \| – \| – \| – \| – \| – \| – \| – \| – \| – \| – \| \| 2009. szeptember 26. \| – \| – \| – \| – \| – \| – \| – \| – \| – \| – \| – \| – \| \| 2009. október 24. \| – \| – \| – \| – \| – \| – \| – \| – \| – \| – \| – \| – \| \| 2009. november 28. \| 2 \| 2 \| – \| – \| – \| – \| – \| – \| – \| – \| – \| – \| \| 2009. december 29. \| 4 \| 3 \| – \| – \| – \| – \| 1 \| – \| – \| – \| – \| – \| \| 2010. január 31. \| 8 \| 6 \| – \| – \| – \| – \| 1 \| – \| – \| – \| 1 \| – \| \| 2010. február 28. \| 7 \| 6 \| – \| – \| – \| – \| 1 \| – \| – \| – \| – \| – \| \| 2010. március 28. \| 3 \| 2 \| – \| – \| – \| – \| 1 \| – \| – \| – \| – \| – \| \| 2010. április 30. \| – \| – \| – \| – \| – \| – \| – \| – \| – \| – \| – \| – \| \| 2010. május 29. \| – \| – \| – \| – \| – \| – \| – \| – \| – \| – \| – \| – \| \| 2010. július 17. \| – \| – \| – \| – \| – \| – \| – \| – \| – \| – \| – \| – \| \| 2010. augusztus 26. \| – \| – \| – \| – \| – \| – \| – \| – \| – \| – \| – \| – \| \| 2010. szeptember 26. \| 3 \| 3 \| – \| – \| – \| – \| – \| – \| – \| – \| – \| – \| \| 2010. október 1. \| – \| – \| – \| – \| – \| – \| – \| – \| – \| – \| – \| – \| \| 2010. október 29. \| 2 \| 2 \| – \| – \| – \| – \| – \| – \| – \| – \| – \| – \| \| 2010. november 27. \| 3 \| 2 \| – \| – \| – \| – \| 1 \| – \| – \| – \| – \| – \| \| 2010. december 30. \| 15 \| 4 \| – \| – \| – \| – \| 1 \| 4 \| – \| – \| 6 \| – \| \| 2011. január 27. \| 4 \| 1 \| – \| – \| – \| – \| 2 \| 1 \| – \| – \| – \| – \| \| 2011. április 28. \| 5 \| 5 \| – \| – \| – \| – \| – \| – \| – \| – \| – \| – \| \| 2011. július 26. \| – \| – \| – \| – \| – \| – \| – \| – \| – \| – \| – \| – \| \| 2011. szeptember 29. \| – \| – \| – \| – \| – \| – \| – \| – \| – \| – \| – \| – \| \| 2011. december 27. \| 7 \| 1 \| – \| – \| – \| – \| – \| 4 \| – \| 1 \| 1 \| – \| \| 2012. március 31. \| 6 \| 4 \| – \| – \| – \| – \| 2 \| – \| – \| – \| – \| – \| \| 2012. június 29. \| – \| – \| – \| – \| – \| – \| – \| – \| – \| – \| – \| – \| \| 2012. október 12. \| 3 \| 3 \| – \| – \| – \| – \| – \| – \| – \| – \| – \| – \| \| 2012. december 27. \| 11 \| 8 \| – \| – \| – \| – \| – \| 3 \| – \| – \| – \| – \| \| 2013. március 28. \| 1 \| 1 \| – \| – \| – \| – \| – \| – \| – \| – \| – \| – \| \| 2013. július 12. \| – \| – \| – \| – \| – \| – \| – \| – \| – \| – \| – \| – \| \| 2013. szeptember 25. \| 1 \| 1 \| – \| – \| – \| – \| – \| – \| – \| – \| – \| – \| \| 2013. december 27. \| 6 \| 3 \| 1 \| – \| – \| – \| – \| 1 \| – \| – \| 1 \| – \| \| 2014. március 29. \| – \| – \| – \| – \| – \| – \| – \| – \| – \| – \| – \| – \| \| 2014. június 29. \| – \| – \| – \| – \| – \| – \| – \| – \| – \| – \| – \| – \| \| 2014. szeptember 28. \| 2 \| 2 \| – \| – \| – \| – \| – \| – \| – \| – \| – \| – \| \| 2014. december 30. \| 4 \| 3 \| – \| – \| – \| – \| – \| – \| – \| – \| 1 \| – \| |          |            |            |           |           |            |           |           |           |           |           |           |
| Dátum | Összesen | Rhin. hip. | Rhin. fer. | Myo. dau. | Myo. nat. | Myo. bech. | Myo. myo. | Ept. ser. | Ple. aus. | Ple. aur. | Bar. bar. | indet sp. |
| 1986. január 27. | 13       | 1          | –          | –         | –         | –          | 6         | 3         | –         | –         | 3         | –         |
| 1986. augusztus 3. | –        | –          | –          | –         | –         | –          | –         | –         | –         | –         | –         | –         |
| 1987. március 14. | 4        | –          | –          | –         | –         | –          | –         | –         | –         | –         | 4         | –         |
| 1988. január 15. | –        | –          | –          | –         | –         | –          | –         | –         | –         | –         | –         | –         |
| 1989. február 26. | 2        | –          | –          | –         | –         | –          | 2         | –         | –         | –         | –         | –         |
| 1989. július 22. | –        | –          | –          | –         | –         | –          | –         | –         | –         | –         | –         | –         |
| 1990. január 27. | 7        | –          | –          | –         | 2         | –          | 3         | –         | –         | –         | 2         | –         |
| 1990. június 28. | –        | –          | –          | –         | –         | –          | –         | –         | –         | –         | –         | –         |
| 1991. január 21. | 1        | –          | –          | –         | –         | –          | –         | 1         | –         | –         | –         | –         |
| 1991. augusztus 23. | –        | –          | –          | –         | –         | –          | –         | –         | –         | –         | –         | –         |
| 1992. március 1. | 2        | 1          | –          | –         | –         | –          | 1         | –         | –         | –         | –         | –         |
| 1992. július 26. | –        | –          | –          | –         | –         | –          | –         | –         | –         | –         | –         | –         |
| 1993. január 30. | 1        | 1          | –          | –         | –         | –          | –         | –         | –         | –         | –         | –         |
| 1993. július 18. | –        | –          | –          | –         | –         | –          | –         | –         | –         | –         | –         | –         |
| 1994. január 30. | 1        | –          | –          | –         | –         | –          | –         | –         | –         | –         | 1         | –         |
| 1994. július 23. | –        | –          | –          | –         | –         | –          | –         | –         | –         | –         | –         | –         |
| 1995. január 8. | 4        | –          | –          | –         | 3         | –          | 1         | –         | –         | –         | –         | –         |
| 1995. február 5. | 1        | –          | –          | –         | –         | –          | –         | –         | –         | –         | 1         | –         |
| 1995. július 2. | –        | –          | –          | –         | –         | –          | –         | –         | –         | –         | –         | –         |
| 1995. október 29. | –        | –          | –          | –         | –         | –          | –         | –         | –         | –         | –         | –         |
| 1996. március 24. | 1        | –          | –          | –         | –         | –          | –         | –         | –         | –         | 1         | –         |
| 1996. augusztus 2. | –        | –          | –          | –         | –         | –          | –         | –         | –         | –         | –         | –         |
| 1997. augusztus 16. | –        | –          | –          | –         | –         | –          | –         | –         | –         | –         | –         | –         |
| 1997. december 30. | 3        | –          | –          | –         | –         | –          | –         | –         | –         | –         | 1         | 2         |
| 1998. január 26. | 8        | 1          | –          | 1         | –         | –          | 2         | 3         | –         | –         | 1         | –         |
| 1998. február 28. | 2        | –          | –          | –         | –         | –          | 2         | –         | –         | –         | –         | –         |
| 1998. május 30. | –        | –          | –          | –         | –         | –          | –         | –         | –         | –         | –         | –         |
| 1998. december 30. | 6        | –          | –          | –         | 1         | –          | 3         | 1         | –         | –         | 1         | –         |
| 1999. február 21. | 11       | –          | –          | 1         | –         | 1          | 2         | 6         | –         | –         | 1         | –         |
| 1999. április 30. | –        | –          | –          | –         | –         | –          | –         | –         | –         | –         | –         | –         |
| 1999. július 30. | –        | –          | –          | –         | –         | –          | –         | –         | –         | –         | –         | –         |
| 1999. december 30. | 20       | 1          | –          | –         | 2         | –          | –         | 10        | –         | –         | 7         | –         |
| 2000. február 19. | 12       | –          | –          | 1         | –         | –          | –         | 4         | –         | –         | 7         | –         |
| 2000. július 2. | –        | –          | –          | –         | –         | –          | –         | –         | –         | –         | –         | –         |
| 2000. augusztus 26. | –        | –          | –          | –         | –         | –          | –         | –         | –         | –         | –         | –         |
| 2000. december 30. | 19       | 1          | –          | –         | 3         | –          | –         | –         | –         | –         | 15        | –         |
| 2001. január 28. | 13       | 1          | –          | –         | 1         | –          | 1         | 6         | –         | –         | 4         | –         |
| 2001. február 24. | 11       | 1          | –          | –         | 1         | –          | 1         | 4         | –         | –         | 4         | –         |
| 2001. március 24. | 7        | 2          | –          | –         | –         | –          | 4         | 1         | –         | –         | –         | –         |
| 2001. április 26. | 1        | 1          | –          | –         | –         | –          | –         | –         | –         | –         | –         | –         |
| 2001. május 29. | –        | –          | –          | –         | –         | –          | –         | –         | –         | –         | –         | –         |
| 2001. június 23. | –        | –          | –          | –         | –         | –          | –         | –         | –         | –         | –         | –         |
| 2001. július 28. | –        | –          | –          | –         | –         | –          | –         | –         | –         | –         | –         | –         |
| 2001. augusztus 26. | –        | –          | –          | –         | –         | –          | –         | –         | –         | –         | –         | –         |
| 2001. október 3. | –        | –          | –          | –         | –         | –          | –         | –         | –         | –         | –         | –         |
| 2001. október 28. | 2        | –          | –          | –         | –         | 1          | –         | 1         | –         | –         | –         | –         |
| 2001. november 28. | –        | –          | –          | –         | –         | –          | –         | –         | –         | –         | –         | –         |
| 2001. december 30. | 5        | 1          | –          | –         | 1         | –          | –         | –         | –         | –         | 3         | –         |
| 2002. január 25. | 8        | –          | –          | –         | 1         | –          | 2         | 1         | –         | –         | 4         | –         |
| 2002. február 24. | 10       | –          | –          | –         | 1         | –          | 2         | 6         | –         | –         | 1         | –         |
| 2002. március 23. | 2        | 1          | –          | –         | 1         | –          | –         | –         | –         | –         | –         | –         |
| 2002. április 27. | –        | –          | –          | –         | –         | –          | –         | –         | –         | –         | –         | –         |
| 2002. május 25. | –        | –          | –          | –         | –         | –          | –         | –         | –         | –         | –         | –         |
| 2002. június 22. | –        | –          | –          | –         | –         | –          | –         | –         | –         | –         | –         | –         |
| 2002. július 27. | –        | –          | –          | –         | –         | –          | –         | –         | –         | –         | –         | –         |
| 2002. augusztus 15. | –        | –          | –          | –         | –         | –          | –         | –         | –         | –         | –         | –         |
| 2002. szeptember 22. | –        | –          | –          | –         | –         | –          | –         | –         | –         | –         | –         | –         |
| 2002. október 27. | –        | –          | –          | –         | –         | –          | –         | –         | –         | –         | –         | –         |
| 2002. november 30. | 3        | –          | –          | –         | –         | –          | 1         | 2         | –         | –         | –         | –         |
| 2002. december 27. | 10       | –          | –          | –         | –         | –          | 1         | 4         | –         | –         | 5         | –         |
| 2003. január 26. | 21       | 1          | –          | –         | 2         | –          | 2         | 7         | –         | –         | 9         | –         |
| 2003. február 23. | 20       | 4          | –          | –         | 4         | –          | 2         | 2         | –         | –         | 8         | –         |
| 2003. március 29. | 3        | –          | –          | –         | 1         | –          | 2         | –         | –         | –         | –         | –         |
| 2003. április 27. | –        | –          | –          | –         | –         | –          | –         | –         | –         | –         | –         | –         |
| 2003. május 24. | –        | –          | –          | –         | –         | –          | –         | –         | –         | –         | –         | –         |
| 2003. június 29. | –        | –          | –          | –         | –         | –          | –         | –         | –         | –         | –         | –         |
| 2003. július 26. | –        | –          | –          | –         | –         | –          | –         | –         | –         | –         | –         | –         |
| 2003. augusztus 24. | –        | –          | –          | –         | –         | –          | –         | –         | –         | –         | –         | –         |
| 2003. szeptember 27. | –        | –          | –          | –         | –         | –          | –         | –         | –         | –         | –         | –         |
| 2003. október 26. | –        | –          | –          | –         | –         | –          | –         | –         | –         | –         | –         | –         |
| 2003. november 29. | 2        | –          | –          | –         | 1         | –          | 1         | –         | –         | –         | –         | –         |
| 2003. december 27. | 5        | –          | –          | –         | 1         | –          | 2         | 1         | –         | –         | 1         | –         |
| 2004. január 24. | 10       | 2          | –          | –         | 1         | –          | 1         | 1         | –         | –         | 5         | –         |
| 2004. február 28. | 6        | 1          | –          | –         | 1         | –          | 1         | 2         | –         | –         | 1         | –         |
| 2004. március 27. | 7        | 1          | –          | –         | 1         | –          | 2         | 2         | –         | –         | 1         | –         |
| 2004. április 25. | 1        | –          | –          | –         | –         | –          | –         | –         | –         | –         | 1         | –         |
| 2004. május 25. | –        | –          | –          | –         | –         | –          | –         | –         | –         | –         | –         | –         |
| 2004. június 29. | –        | –          | –          | –         | –         | –          | –         | –         | –         | –         | –         | –         |
| 2004. július 25. | –        | –          | –          | –         | –         | –          | –         | –         | –         | –         | –         | –         |
| 2004. augusztus 22. | –        | –          | –          | –         | –         | –          | –         | –         | –         | –         | –         | –         |
| 2004. szeptember 19. | 4        | –          | –          | –         | –         | –          | –         | 4         | –         | –         | –         | –         |
| 2004. október 24. | 3        | –          | –          | –         | 1         | –          | –         | 2         | –         | –         | –         | –         |
| 2004. november 27. | 11       | 4          | –          | –         | –         | –          | –         | 7         | –         | –         | –         | –         |
| 2004. december 28. | 10       | 2          | –          | 1         | –         | –          | 2         | 3         | –         | –         | 2         | –         |
| 2005. január 30. | 13       | 1          | –          | –         | –         | –          | 1         | 3         | –         | –         | 8         | –         |
| 2005. március 5. | 11       | 3          | –          | –         | –         | –          | –         | 3         | –         | –         | 5         | –         |
| 2005. március 27. | 11       | 3          | –          | –         | –         | –          | 2         | 6         | –         | –         | –         | –         |
| 2005. április 30. | 1        | 1          | –          | –         | –         | –          | –         | –         | –         | –         | –         | –         |
| 2005. május 22. | –        | –          | –          | –         | –         | –          | –         | –         | –         | –         | –         | –         |
| 2005. június 19. | –        | –          | –          | –         | –         | –          | –         | –         | –         | –         | –         | –         |
| 2005. július 30. | –        | –          | –          | –         | –         | –          | –         | –         | –         | –         | –         | –         |
| 2005. augusztus 27. | –        | –          | –          | –         | –         | –          | –         | –         | –         | –         | –         | –         |
| 2005. szeptember 24. | 1        | 1          | –          | –         | –         | –          | –         | –         | –         | –         | –         | –         |
| 2005. október 30. | 3        | 2          | –          | –         | –         | –          | 1         | –         | –         | –         | –         | –         |
| 2005. november 26. | 10       | 2          | –          | 2         | –         | 1          | –         | 3         | –         | –         | 2         | –         |
| 2005. december 22. | 14       | 1          | –          | –         | –         | 2          | –         | 2         | –         | –         | 9         | –         |
| 2006. január 29. | 7        | 1          | –          | –         | –         | –          | –         | 4         | –         | –         | 2         | –         |
| 2006. február 26. | 10       | 2          | –          | –         | –         | –          | 1         | 4         | –         | –         | 3         | –         |
| 2006. március 26. | 8        | 3          | –          | –         | –         | 1          | 2         | 2         | –         | –         | –         | –         |
| 2006. április 30. | 2        | 1          | –          | –         | –         | –          | –         | –         | –         | –         | 1         | –         |
| 2006. május 21. | –        | –          | –          | –         | –         | –          | –         | –         | –         | –         | –         | –         |
| 2006. június 25. | –        | –          | –          | –         | –         | –          | –         | –         | –         | –         | –         | –         |
| 2006. július 29. | –        | –          | –          | –         | –         | –          | –         | –         | –         | –         | –         | –         |
| 2006. augusztus 27. | –        | –          | –          | –         | –         | –          | –         | –         | –         | –         | –         | –         |
| 2006. szeptember 30. | –        | –          | –          | –         | –         | –          | –         | –         | –         | –         | –         | –         |
| 2006. október 29. | 5        | 1          | –          | –         | 1         | –          | 1         | 1         | –         | –         | 1         | –         |
| 2006. november 25. | 8        | 1          | –          | –         | 1         | –          | –         | 2         | –         | –         | 4         | –         |
| 2006. december 28. | 10       | –          | –          | –         | –         | –          | –         | 6         | 1         | –         | 3         | –         |
| 2007. december 22. | 15       | –          | –          | –         | –         | –          | –         | –         | –         | –         | –         | 15        |
| 2008. január 27. | 17       | –          | –          | –         | –         | –          | –         | –         | –         | –         | –         | 17        |
| 2009. január 30. | 9        | 5          | –          | –         | –         | –          | 1         | 1         | –         | –         | 2         | –         |
| 2009. február 28. | 14       | 10         | –          | –         | –         | –          | 1         | 2         | –         | –         | 1         | –         |
| 2009. március 29. | 3        | 2          | –          | –         | –         | –          | 1         | –         | –         | –         | –         | –         |
| 2009. április 26. | 1        | –          | –          | –         | –         | –          | –         | –         | –         | –         | –         | 1         |
| 2009. május 30. | –        | –          | –          | –         | –         | –          | –         | –         | –         | –         | –         | –         |
| 2009. június 23. | –        | –          | –          | –         | –         | –          | –         | –         | –         | –         | –         | –         |
| 2009. július 26. | –        | –          | –          | –         | –         | –          | –         | –         | –         | –         | –         | –         |
| 2009. augusztus 29. | –        | –          | –          | –         | –         | –          | –         | –         | –         | –         | –         | –         |
| 2009. szeptember 26. | –        | –          | –          | –         | –         | –          | –         | –         | –         | –         | –         | –         |
| 2009. október 24. | –        | –          | –          | –         | –         | –          | –         | –         | –         | –         | –         | –         |
| 2009. november 28. | 2        | 2          | –          | –         | –         | –          | –         | –         | –         | –         | –         | –         |
| 2009. december 29. | 4        | 3          | –          | –         | –         | –          | 1         | –         | –         | –         | –         | –         |
| 2010. január 31. | 8        | 6          | –          | –         | –         | –          | 1         | –         | –         | –         | 1         | –         |
| 2010. február 28. | 7        | 6          | –          | –         | –         | –          | 1         | –         | –         | –         | –         | –         |
| 2010. március 28. | 3        | 2          | –          | –         | –         | –          | 1         | –         | –         | –         | –         | –         |
| 2010. április 30. | –        | –          | –          | –         | –         | –          | –         | –         | –         | –         | –         | –         |
| 2010. május 29. | –        | –          | –          | –         | –         | –          | –         | –         | –         | –         | –         | –         |
| 2010. július 17. | –        | –          | –          | –         | –         | –          | –         | –         | –         | –         | –         | –         |
| 2010. augusztus 26. | –        | –          | –          | –         | –         | –          | –         | –         | –         | –         | –         | –         |
| 2010. szeptember 26. | 3        | 3          | –          | –         | –         | –          | –         | –         | –         | –         | –         | –         |
| 2010. október 1. | –        | –          | –          | –         | –         | –          | –         | –         | –         | –         | –         | –         |
| 2010. október 29. | 2        | 2          | –          | –         | –         | –          | –         | –         | –         | –         | –         | –         |
| 2010. november 27. | 3        | 2          | –          | –         | –         | –          | 1         | –         | –         | –         | –         | –         |
| 2010. december 30. | 15       | 4          | –          | –         | –         | –          | 1         | 4         | –         | –         | 6         | –         |
| 2011. január 27. | 4        | 1          | –          | –         | –         | –          | 2         | 1         | –         | –         | –         | –         |
| 2011. április 28. | 5        | 5          | –          | –         | –         | –          | –         | –         | –         | –         | –         | –         |
| 2011. július 26. | –        | –          | –          | –         | –         | –          | –         | –         | –         | –         | –         | –         |
| 2011. szeptember 29. | –        | –          | –          | –         | –         | –          | –         | –         | –         | –         | –         | –         |
| 2011. december 27. | 7        | 1          | –          | –         | –         | –          | –         | 4         | –         | 1         | 1         | –         |
| 2012. március 31. | 6        | 4          | –          | –         | –         | –          | 2         | –         | –         | –         | –         | –         |
| 2012. június 29. | –        | –          | –          | –         | –         | –          | –         | –         | –         | –         | –         | –         |
| 2012. október 12. | 3        | 3          | –          | –         | –         | –          | –         | –         | –         | –         | –         | –         |
| 2012. december 27. | 11       | 8          | –          | –         | –         | –          | –         | 3         | –         | –         | –         | –         |
| 2013. március 28. | 1        | 1          | –          | –         | –         | –          | –         | –         | –         | –         | –         | –         |
| 2013. július 12. | –        | –          | –          | –         | –         | –          | –         | –         | –         | –         | –         | –         |
| 2013. szeptember 25. | 1        | 1          | –          | –         | –         | –          | –         | –         | –         | –         | –         | –         |
| 2013. december 27. | 6        | 3          | 1          | –         | –         | –          | –         | 1         | –         | –         | 1         | –         |
| 2014. március 29. | –        | –          | –          | –         | –         | –          | –         | –         | –         | –         | –         | –         |
| 2014. június 29. | –        | –          | –          | –         | –         | –          | –         | –         | –         | –         | –         | –         |
| 2014. szeptember 28. | 2        | 2          | –          | –         | –         | –          | –         | –         | –         | –         | –         | –         |
| 2014. december 30. | 4        | 3          | –          | –         | –         | –          | –         | –         | –         | –         | 1         | –         |

## Kutatástörténet

### 1851–1978

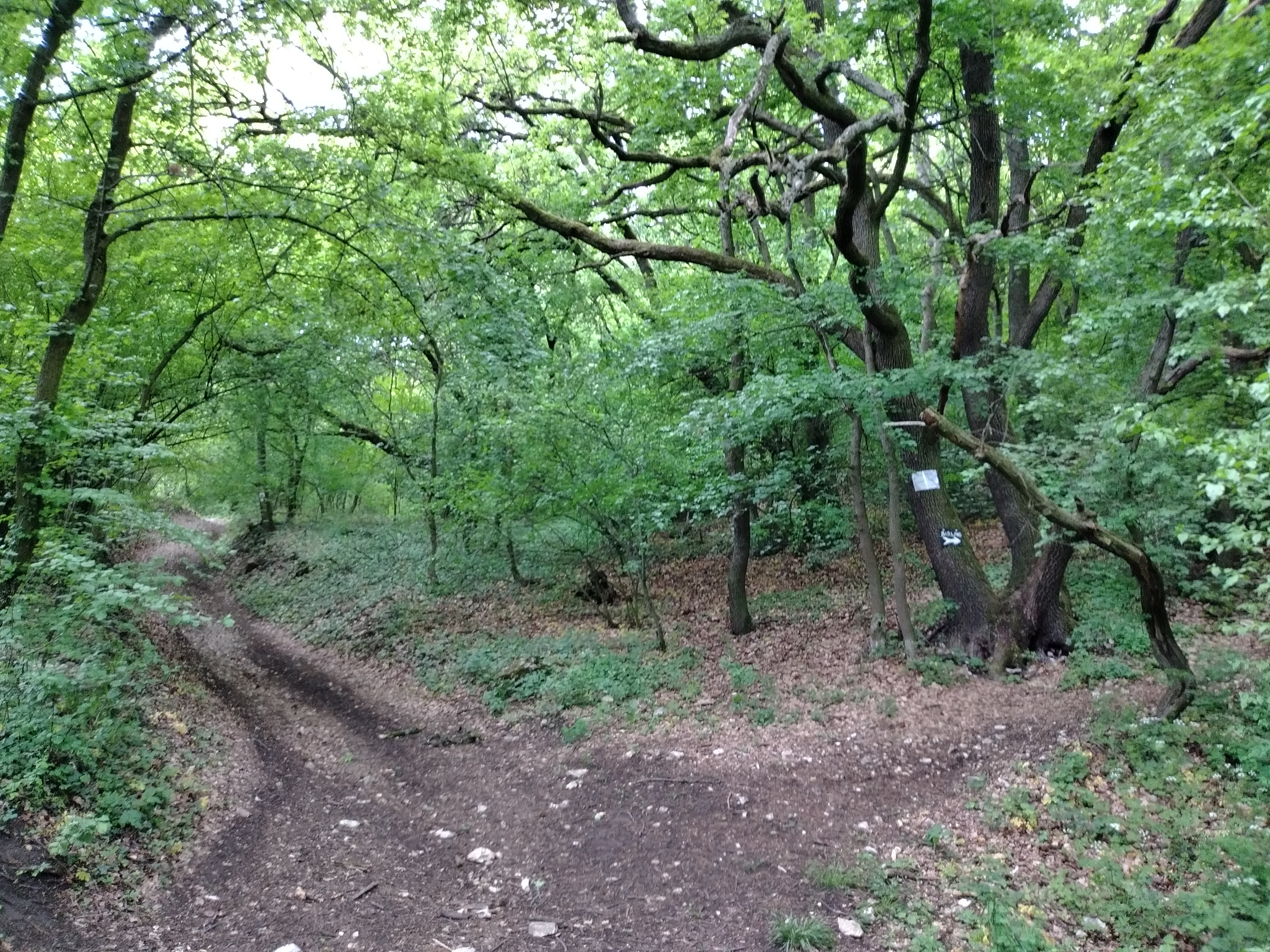
A jelzett turistaútról leágazó ösvény, amely a Bajnai Öreg-lyukhoz vezet

Fényes Elek 1851-ben megjelent geográfiai szótárában, Bajna ismertetésénél meg van említve, hogy az Őr-hegyben tág barlang van. A Fényes Elek által írt, 1859-ben napvilágot látott könyvben, Bajna bemutatásánál szó van arról, hogy a Bajnán lévő Őr-hegyben található egy barlang. A Vasárnapi Ujság 1877. július 29-i számában az van írva, hogy az Esztergom megyei Bajna határában van egy barlang.
Az 1908-ban kiadott, Esztergom vármegyét ismertető könyv szerint Esztergom vármegyében barlanglakók nyomait nem találták meg, mert nincsenek olyan barlangok, melyekben arra utaló nyomok lennének, hogy bennük régen ősemberek laktak. Erre a vidékre már fejlettebb igényekkel jöttek az első letelepedők, akik állatcsontokból, szarvasagancsból készített szerszámaik mellett már kőszerszámokat is használtak. Ezért nem voltak rászorulva arra, hogy barlangokban, vagy földbe vájt üregekben lakjanak, hanem készíthettek sátrakat, valamint kunyhókat. Azokat a barlangokat, vagy földbe vájt üregeket, amelyekből erdőkben, vagy félreeső, nehezen hozzáférhető vidékeken most is sok van és emberi kultúra nyomai vannak bennük, nem lehettek ősemberek lakhelyei. Azok főleg a tatárjárás és törökpusztítás idejéből való búvólyukak voltak, mert nem vezethetők vissza az ősidőkre az azokban talált tárgyak.
Az 1919. évi Barlangkutatásban az van írva, hogy Kadić Ottokár 1918-ban a Jankovich-barlang felmérése után Bajnára ment, hogy az Öreglyukat átvizsgálja. A Bajnai öreglyuk Bajna (Esztergom vármegye) szélén, az Őr-hegy ÉK-i nyúlványának alján, 222 m tszf. magasságban nyílik. A barlang 21ʰ felé 15° alatt dőlő vastag mészkőpadok között kialakult tág, alacsony üreg, amely külső és belső teremből, néhány kőfülkéből és másféle melléküregből áll. Mészkőtörmelékes humusz tölti ki a barlang lejtős fenekét, amelyben néhány helyen prehisztorikus emlőscsontokat és cseréptöredékeket lehet találni. Hillebrand Jenő évekkel ezelőtt a barlangban próbaásatást végzett. Az 1926. évi Esztergom Évlapjaiban megjelent tanulmányban szó van arról, hogy az Epöl és Bajna településeket elválasztó Őr-hegy ÉK-i nyúlványának alján, 222 m tszf. magasságban, a vastag mészkőpadok között van egy nagy barlang, amelyet a bajnaiak Öreglyuknak neveznek. A barlang külső és belső teremből, valamint több melléküregből áll. A barlangban 1916-ban Hillebrand Jenő próbaásatást végzett és azt 1918-ban felkereste Kadić Ottokár is. A felső humuszból prehisztorikus emlősállatok csontjai és cseréptöredékek kerültek elő. Még nincs részletesen feltárva a barlang.
Az 1935. évi Erdészeti Lapokban az olvasható, hogy Bajna határában, a bajnai volt úrbéresek Őrhegy nevű erdejében található az Öreglyuk, amely az Őr-hegy ÉK-i nyúlványának alján, 222 m magasságban nyílik. A barlang Kadić Ottokár szerint alacsony és tág üreg, amely külső és belső teremből, több kőfülkéből és melléküregből áll. Hillebrand Jenő próbaásatásokat már végzett benne és prehisztorikus emlőscsontokat, valamint cseréptöredékeket talált. A Turisták Lapja 1937. évi évfolyamában közölve lett, hogy a Bajnai Öreglyuk Kadić Ottokár szerint a bajnai (Esztergom vármegye) Őr-hegy ÉK-i lejtőjén lévő sziklafal alatt, 222 m tszf. magasságban nyílik. Tág bejáratú alacsony üreg, amelynek külső és belső terme, több kőfülkéje és mellékürege van. Hillebrand Jenő próbaásatással csupán prehisztorikus emlőscsontokat és cseréptöredékeket talált.

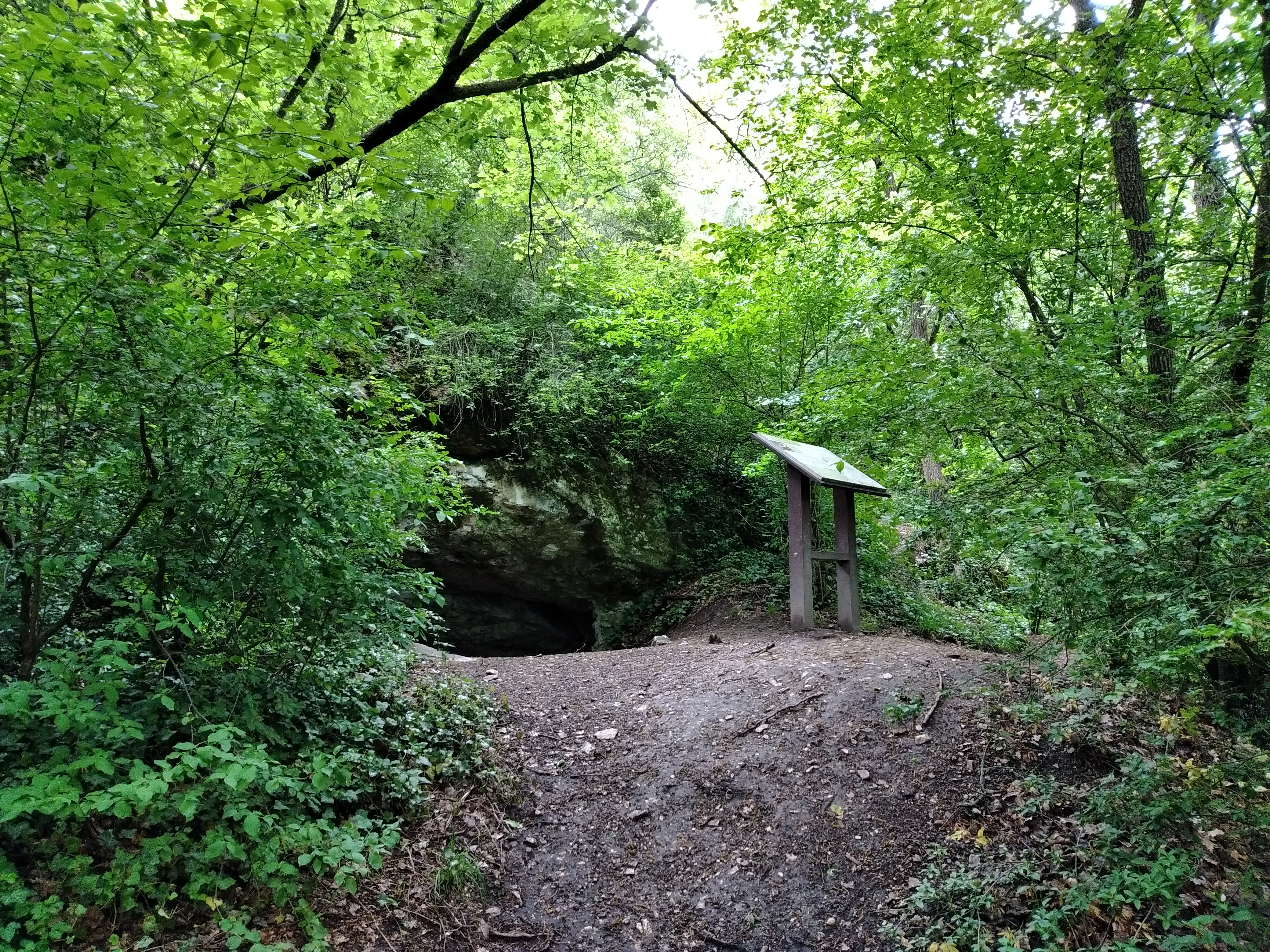
A Bajnai Öreg-lyuk bejáratának előtere

Az 1940-ben kiadott, Gerecse és Gete hegység kalauza című útikalauzban az olvasható, hogy a Gerecse hegység vázát alkotó dachsteini mészkőben barlangok keletkeztek. A mészkőhegységekben a barlangok keletkezése rendkívül gyakori jelenség, mert a mészkő többnyire nagyon repedezett kőzet. A hasadékokon át a kőzetbe beszivárog a víz és ott oldja a mészkő anyagát, tágítja, nagyobbítja a hasadékot, míg végül barlang jön létre. A Gerecse hegység barlangjai hasonló módon alakultak ki. A Bajnától DK-re található, 360 m magas Őr-hegy ÉK-i nyúlványának elején, 222 m magasságban van a bajnai Öreglyuk barlang bejárata. Az alacsony üreg vastag mészkőpadok között jött létre. Külső és belső teremből, néhány kőfülkéből és melléküregből áll. A barlang lejtős fenekét mészkőtörmelékes humusz fedi, melyben prehisztorikus emlőscsontok és cseréptöredékek voltak.
Kadić Ottokár 1952-ben befejezett kézirata szerint a bajnai Őrhegyi barlang másik neve Öreglyuk. A barlangot már Fényes Elek is említette 1851-ben megjelent földrajzi szótárában. Nemrég Hillebrand Jenő végzett benne próbaásatást, de eredménytelenül. 1918-ban Kadić Ottokár is felkereste, átkutatta és felmérte a barlangot, amely Bajna (Esztergom vármegye) szélén, az Őr-hegy ÉK-i nyúlványának alján, 222 m tszf. magasságban helyezkedik el. A barlang 21ʰ felé 15° alatt dőlő vastag mészkőpadok között keletkezett. Tág és alacsony üreg, amely külső és belső üregből, néhány kőfülkéből és másféle üregből áll. A barlang lejtős fenekét mészkőtörmelékes humusz tölti ki, ebben néhány helyen történelemelőtti cserépedény-töredékeket és emlőscsontokat lehet találni.
Az 1955. évi Földrajzi Értesítőben szó van arról, hogy a Zsámbék és Bajna közötti dombvidék egyetlen ismert barlangja a bajnai Őr-hegy K-i oldalán található forrásbarlang. A barlang nagyon vastagpados (1,5 m) és É–ÉNy dőlésű dachsteini mészkőben vájódott ki. A bajnai Öreglyuk az Őr-hegy ÉK-i nyúlványán lévő 21ʰ15° dőlésű és 1–1,5 m vastag dachsteini mészkőpadok között, 222 m tszf. magasságban K felé nyílik. Tág és alacsony üreg, amely külső és belső teremből, néhány kőfülkéből és melléküregből áll. Fenekén mészkőtörmelékes barlangi humusz van. Nincs felmérve. A Magyar Állami Földtani Intézet 1957. évi évkönyvében kiadott és Jaskó Sándor által írt tanulmányban, a tanulmányhoz kapcsolódó 5. számú térképmellékleten látható az Öreglik barlang földrajzi elhelyezkedése.

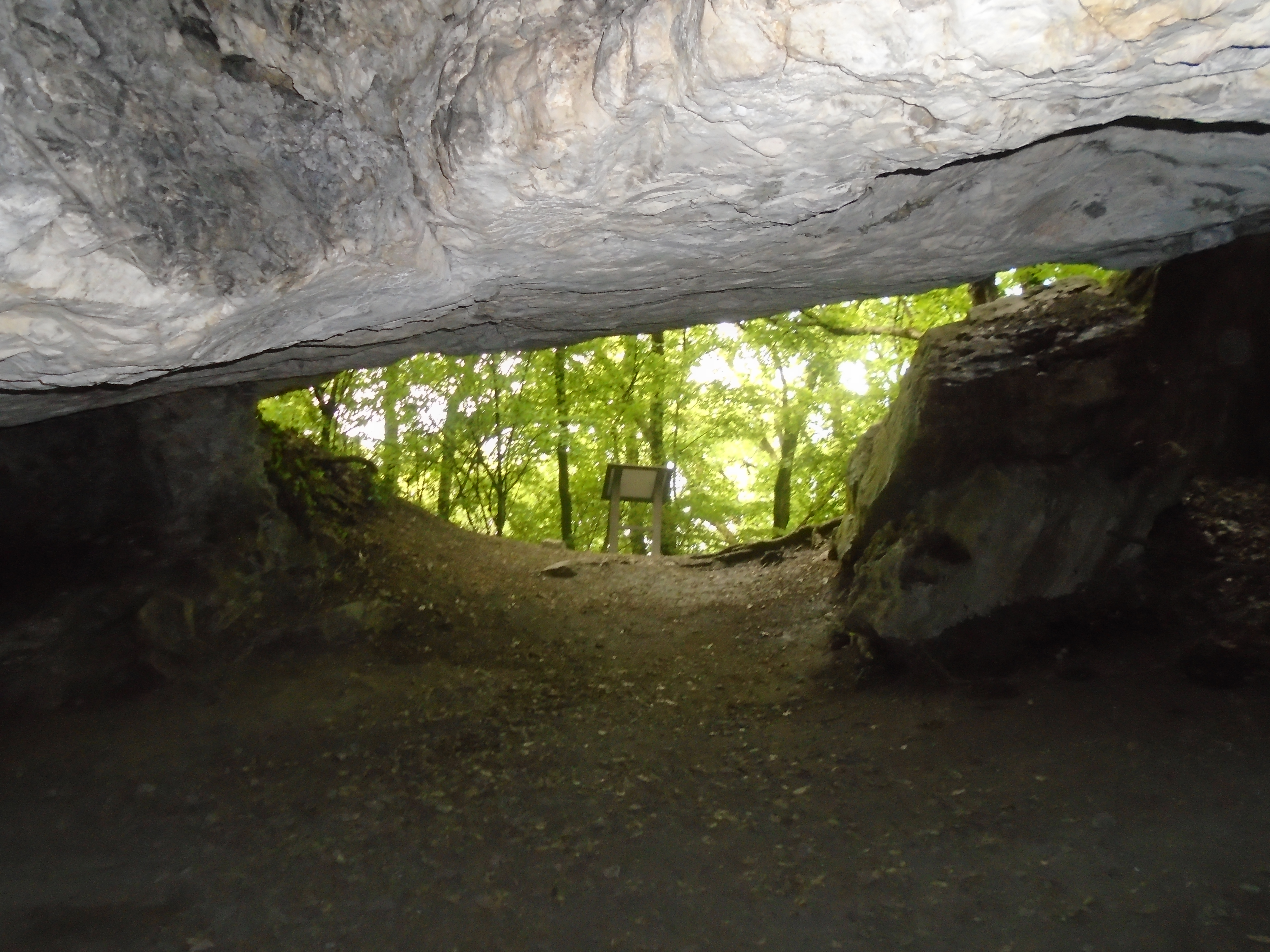
A Bajnai Öreg-lyuk bejárata belülről

Az 1959-ben kiadott Gerecse útikalauzban az van írva, hogy a Bajnai Őrkő-barlangja (Öreglyuk) Bajnától kb. 45 percre, az Epölre vezető műút közelében, az Őr-kő K-i lábánál, 222 m tszf. magasságban található. Az Őr-hegy K-i nyúlványának alján van a barlang. A kb. 30 m hosszú, kb. 10 m széles és kb. 1,5 m magas rétegbarlang pados, réteges mészkőben keletkezett. Van több kőfülkéje, mellékürege, mennyezete pedig majdnem egészen sík a mészkő réteges elválásának megfelelően. Még hiányos felmérése és kutatása. A Hillebrand Jenő által végzett próbaásatás során csak történelem előtti emlőscsontok és cseréptöredékek kerültek elő belőle. Az Őr-hegy K-i, erdőborította nyúlványa alatt emelkedve a szekérút bevezet az erdőbe. Innen alig 50 lépésre, a hegyoldalban, jobb oldalon van a Bajnai Öreg-lyuk.
A Karszt- és Barlangkutatási Tájékoztató 1962. január–februári számában meg van említve, hogy 1961-ben a Kadić Ottokár Karszt- és Barlangkutató Szakosztály egész évben kutatta a barlangot. A jobb oldali ágban található hatalmas gömbfülke alján haladtak tovább a mélység felé a csoporttagok. Csak robbantással tudtak előrejutni a keskeny járat miatt. A márciusi számban az olvasható, hogy a szakosztály bajnai 5 fős munkacsoportja 1961-ben egész évben az Öreglyuk folytatásának keresésén dolgozott. A barlang jobb oldali ágának végén, hatalmas gömbfülke alján lévő mélybevezető kürtő megtisztításával kezdődött a munka. A kb. 15° dőlésű keskeny, hasadékszerű járat fekete humusszal kevert kultúrtörmelékkel volt kitöltve. A törmelékben cserép- és csontmaradványok voltak, amelyeket a dorogi Tájmúzeumba szállítottak a kutatók.
A kultúrtörmelék kb. 5 m mélységig tartott, majd a járat nagyjából függőlegesen, kanyarogva, kis és nagy gömbfülkéken keresztül vezetett. Itt már laza, gipszes, mállott mészkőtörmelék töltötte ki a járatot. Ebben víztiszta baritkristály halmazok és mállott fehér gipsz volt. 15 m mélységig jutottak a kutatással, ahol a járat kb. 10 cm széles és 0,6 m hosszú, függőleges hasadékká szűkült. Az epöli kőbánya segítségével robbantással sikerült ezt a hasadékot tágítani. Ezután a hasadék 1 m mélységig gömbfülkévé szélesedik, majd vízszintes lesz és kb. 20 cm átmérőjű keskeny járattal folytatódik. Aragonitképződmény alakította ki a szűkületet. A robbantásnál sem lett elérve a szálkőzet. Itt még robbantani kell, hogy át lehessen jutni a szűkületen. Mivel még nem készült a barlangról térkép, ezért felmérték a barlangot és tervezték, hogy a felmérés alapján elkészítik a térképet.

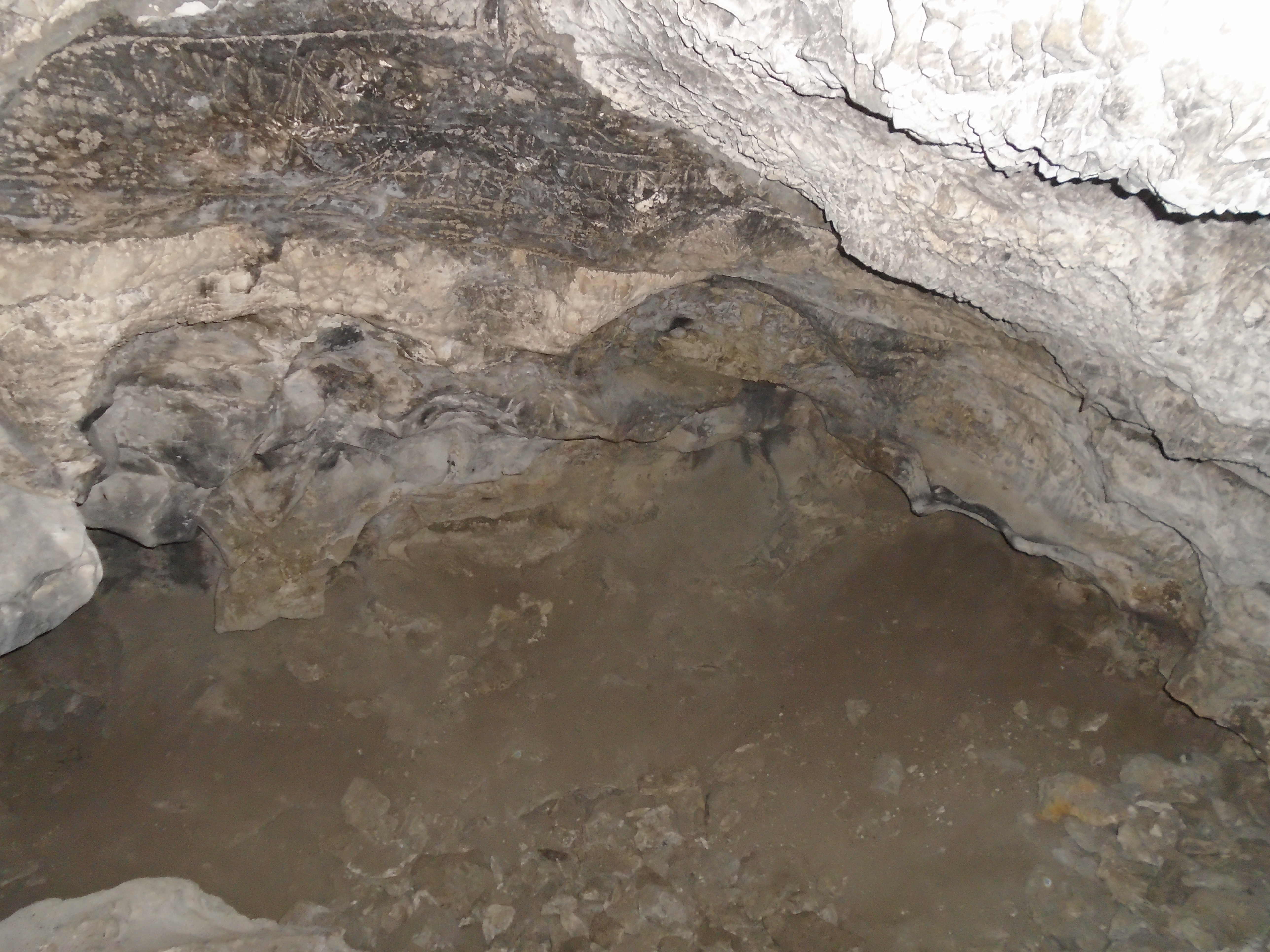
A Bajnai Öreg-lyuk hátulsó része

Az 1962-ben napvilágot látott, A barlangok világa című könyv szerint a bajnai Őrkő-barlang (Öreglyuk) Bajnától K-re 2 km-re az Őr-kő ÉK-i lábánál, kb. 230 m Af. magasságban nyílik. Kb. 30 m hosszú. Vízszintes folyosókból és több kisebb melléküregből áll. Ásatásokat végzett benne Hillebrand Jenő. Az 1966-ban kiadott, Koch Sándor által írt, Magyarország ásványai című könyvben az van írva, hogy Bajnán (Komárom megye) helyezkedik el az Öreglyuk nevű kis barlang. Bajnától K-re, 2 km-re, az Őr-kő ÉK-i lábánál van az üregrendszer bejárata. A felső triász mészkőben keletkezett barlang falain előfordul gipsz, gömbös kalcit és néhány táblás barit. A Bertalan Károly és Schőnviszky László által összeállított, 1976-ban megjelent Magyar barlangtani bibliográfia barlangnévmutatójában meg van említve a Gerecse hegységben lévő barlang Bajnai-Öreg-lyuk néven. A barlangnévmutatóban fel van sorolva 3 irodalmi mű, amelyek foglalkoznak a barlanggal.
Az 1976-ban befejezett, Magyarország barlangleltára című kéziratban az olvasható, hogy a Gerecse hegységben lévő Őr-hegyen, Bajnán található Bajnai Öreglyuk további nevei Őrhegyi-barlang és bajnai Őrkő-barlang. Bajnától DK-re, az Őr-hegy ÉK-i nyúlványának elején helyezkedik el. Sziklafal alatt, 300 m tszf. magasságban van K felé néző és tág bejárata. A barlang 30 m hosszú, 10 m széles és 15 m mély. Alacsony üreg, amelynek van két mellékürege és gömbös kalcit-, gipsz- és baritkristályai. Érdemes feltáró kutatást végezni benne. A kézirat barlangot ismertető része 4 irodalmi mű alapján lett írva. A Karszt és Barlang 1977. évi, angol nyelvű különszámában szó van arról, hogy a Gerecse hegységben, Bajnán lévő Öregkő Cave nevű barlangot a középkorban Kőpestnek hívták. Az üreget emberemlékezet óta ismerték, számontartották a helyiek.
Az 1978. évi MKBT Beszámolóból megtudható, hogy Epöl mellett T. Dobosi Viola (Magyar Nemzeti Múzeum Régészeti Osztály) egy kis üreg kitöltését (Epöl, Öreg-lyuk) ásta meg 1978-ban. A kitöltés az eredeti ásatási rétegjelzések szerint az alábbi csontmaradványokat tartalmazta: C DNy-i fele, 30–35 cm: Aves, Chiroptera, Talpa europaea és Glis glis. C 20–40 cm, 78–7–11: Myotis. C 20–40 cm: Mollusca, Pisces, Rana, Bufo, Ophidia, Aves, Rhinolophus euryale, Myotis, Chiroptera, Glis glis, Cricetus cricetus és Sus scrofa. C 40 cm, cserépfészek: Aves, Myotis blythi oxygnathus és Eptesicus serotinus. C É-i fele, 40–50 cm: Gastropoda, Rana, Pelobates fuscus, Aves, Lacerta, Rhinolophus euryale, Myotis dasycneme, Miniopterus schreibersii, Chiroptera, Glis glis, Microtus arvalis, Apodemus és Cricetus cricetus. C É-i, 40–50 cm, 1978. július 12.: Rana, Aves, Chiroptera és Rodentia. C ÉK-i cserépfészek: 50–60 cm, 78–7–13: Rana, Bufo, Pelobates fuscus, Myotis myotis, Myotis dasycneme, Miniopterus schreibersii, Chiroptera, Sciurus vulgaris, Apodemus sylvaticus, Myodes glareolus, Pitymys subterraneus, Lepus europaeus, Felis, Bos és Ovis seu Capra.
C a barlangi mennyezettől 170–180 cm-re, 78–7–13: Mollusca, Anura, Aves, Rhinolophus euryale, Myotis dasycneme, Miniopterus schreibersii, Chiroptera, Glis glis, Apodemus sylvaticus, Microtus arvalis és Vulpes vulpes. Az Öreg-lyuknak az 1978. évi ásatásakor előkerült, nem iszapolt, kézzel válogatott szórványos csontmaradványai lényeges eltérést nem mutatnak az egyes mintákban, ezért együttesen értékelhetők. A leletek között pleisztocén, vagy hideg-hűvöskedvelő faj nem volt. Az összes állat ma is él a területen. Minden lelet a maival azonos erdős-bokros, kismértékben nyílt területet valószínűsít. A Rhinolophus euryale jelenlétéből a maihoz hasonló, vagy annál melegebb hőmérséklet feltételezhető. Tipikus a leletek felhalmozódása. A lelőhely azokhoz a kisméretű üregekhez, kőfülkékhez hasonló, ahol a bagolyköpet anyag (kisemlős), behúzódó állatok maradványai (békák, kígyók és denevérek) ugyanúgy megtalálhatók, mint a ragadozók zsákmányai (marha, juh és sertés). A holocén gerinces leletek egyaránt sorolhatók a Bükk-Kőhát-Alföld faunaszakaszokba, ami klimatológiailag a szubboreális és szubatlanti szakasznak felel meg.

### 1979–1994

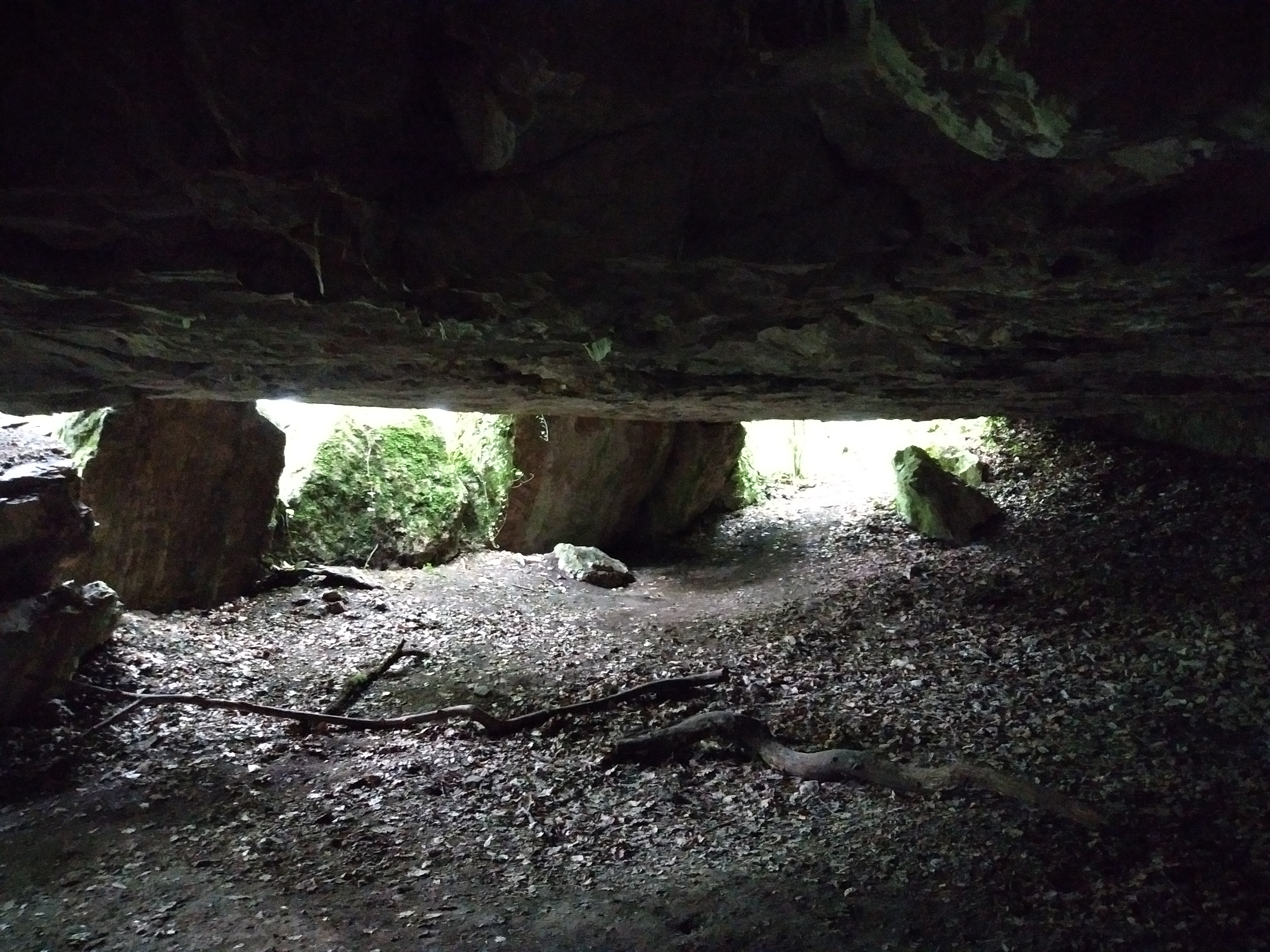
A Bajnai Öreg-lyuk bejárata belülről

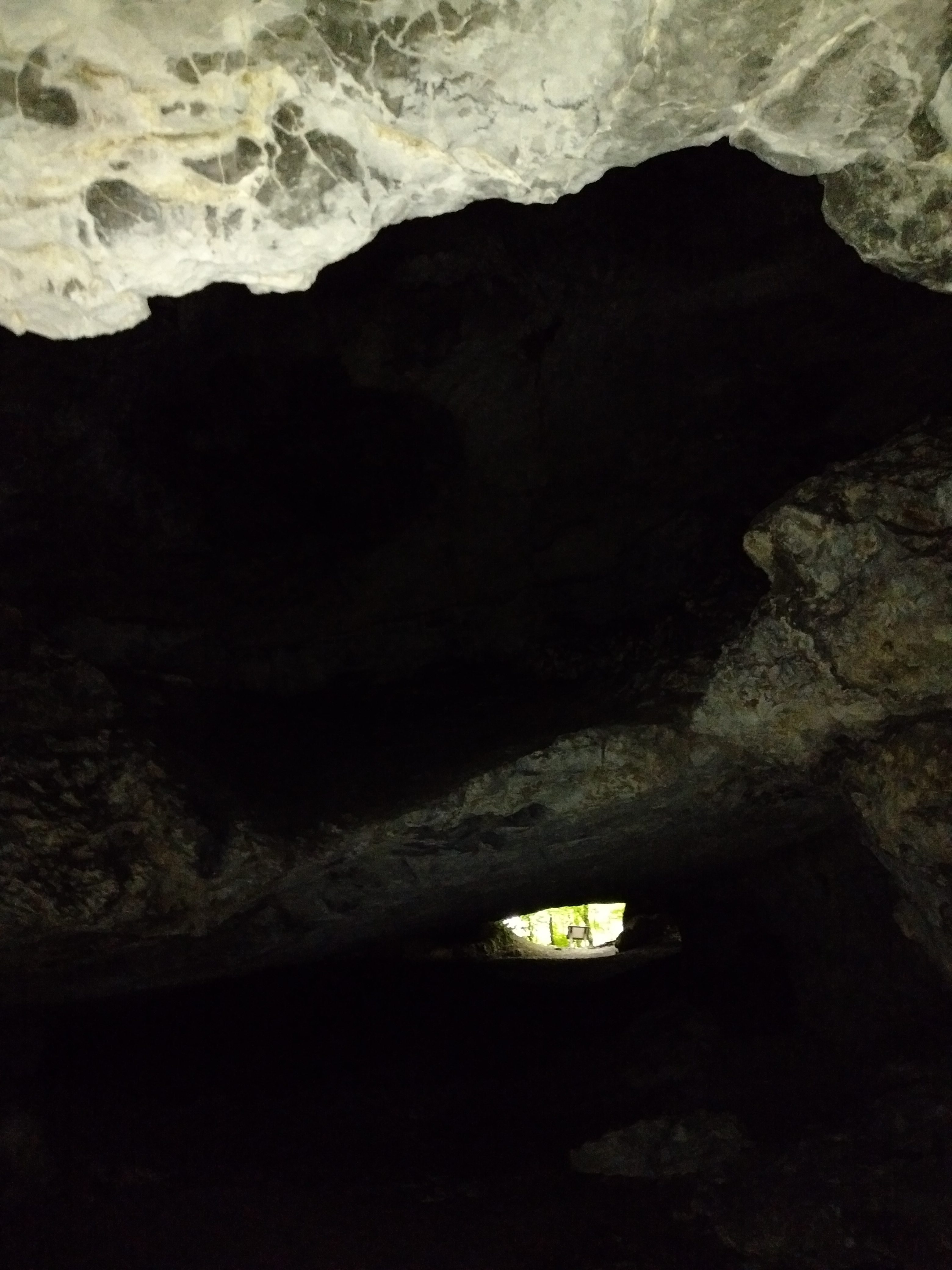
Részlet a Bajnai Öreg-lyukból

Az 1979-ben napvilágot látott, Komárom megye régészeti topográfiája című könyvben szó van arról, hogy Bajnán, az Őr-hegy K-i oldalán található az Öreglyuk, amely az 1/12. sz. lelőhely (barlang, bronzkor, későbronzkor, koravaskor, római kor, Árpád-kor). 220 m tszf. magasságban van a barlang 16 m széles bejárata. A triász mészkőben keletkezett barlang főürege 31 m hosszú, É-i oldalán pedig egy kb. 15 m hosszú mellékág húzódik. A barlang magassága 1 és 2 m között váltakozik. A barlangban lévő kitöltés a külszínhez közelebb fekvő részen teljesen fel lett dúlva. A feldúlt kitöltésben sok (őskori és római kori) cserép volt (Magyar Nemzeti Múzeum RN 61.8.1–2., 63.9.1.). A dúlást a barlangban történt, részben amatőr kutatások okozták. 1916-ban Hillebrand Jenő, 1918-ban pedig Kadić Ottokár végzett a barlangban kis ásatást. Ők a felső humuszban emlősállat csontokra és cserepekre bukkantak.
Valószínűleg a két ásatás során előkerült leletek közé tartozik a Magyar Nemzeti Múzeumban őrzött, zóki kereszttalpas tál töredéke és egy hallstatti típusú fenőkő (MNM RÖ 40/944.1–4.). 1960-ban a DTM barlangkutató csoportja Benedek Endre által vezetve ásott a barlangban (Szepessy Géza levele és Benedek Endre jelentése az Esztergomi Balassa Bálint Múzeum Adattárában). A kb. 5 m vastag, humuszos kultúrrétegből gyűjtött cserepek között egy korabronzkori (hatvani kultúra?) urnafül és seprűs díszítésű oldaltöredék is volt (Dorogi Szénmedence Tájmúzeuma 61.14.19, 35). A leletek többsége az urnasíros kultúrára jellemző, függőlegesen és vízszintesen kannelúrázott urnákból, félgömb alakú csészékből, ívelten kihajló peremű edényekből, bütyökfogantyús edényekből stb. származik (DTM 61.14.1–18, 20–34, 36–45; 23.1–47.).
A 2–3. századi cserepek, sárga edények piros festésű és fogaskarcolt töredékei azt tanúsítják, hogy a barlang igénybe volt véve a római korban (DTM 61.23.48–52, 54–55; 83.1–6.). Néhány Árpád-kori jellegtelen cserépen kívül egy 12. századi fazéktöredék is napvilágra került belőle (DTM 61.23.53, 56–58.). A helyiek úgy tudják, hogy a barlang a török korban menedékhelynek volt használva. A barlang előterében 1970-ben, jellegtelen őskori cserepek között, koravaskori (EBM 70.710.1–6.) és római kori, kagylóval soványított anyagú oldaltöredéket és vízszintes peremű töredéket (EBM 70.710.7–8.) fedeztek fel (Horváth István 1970). A kiadványban van egy Bajna térkép, amelyen megfigyelhető a Bajnai Öreg-lyuk földrajzi elhelyezkedése. A térképen 12-es számmal van jelölve a lelőhely.

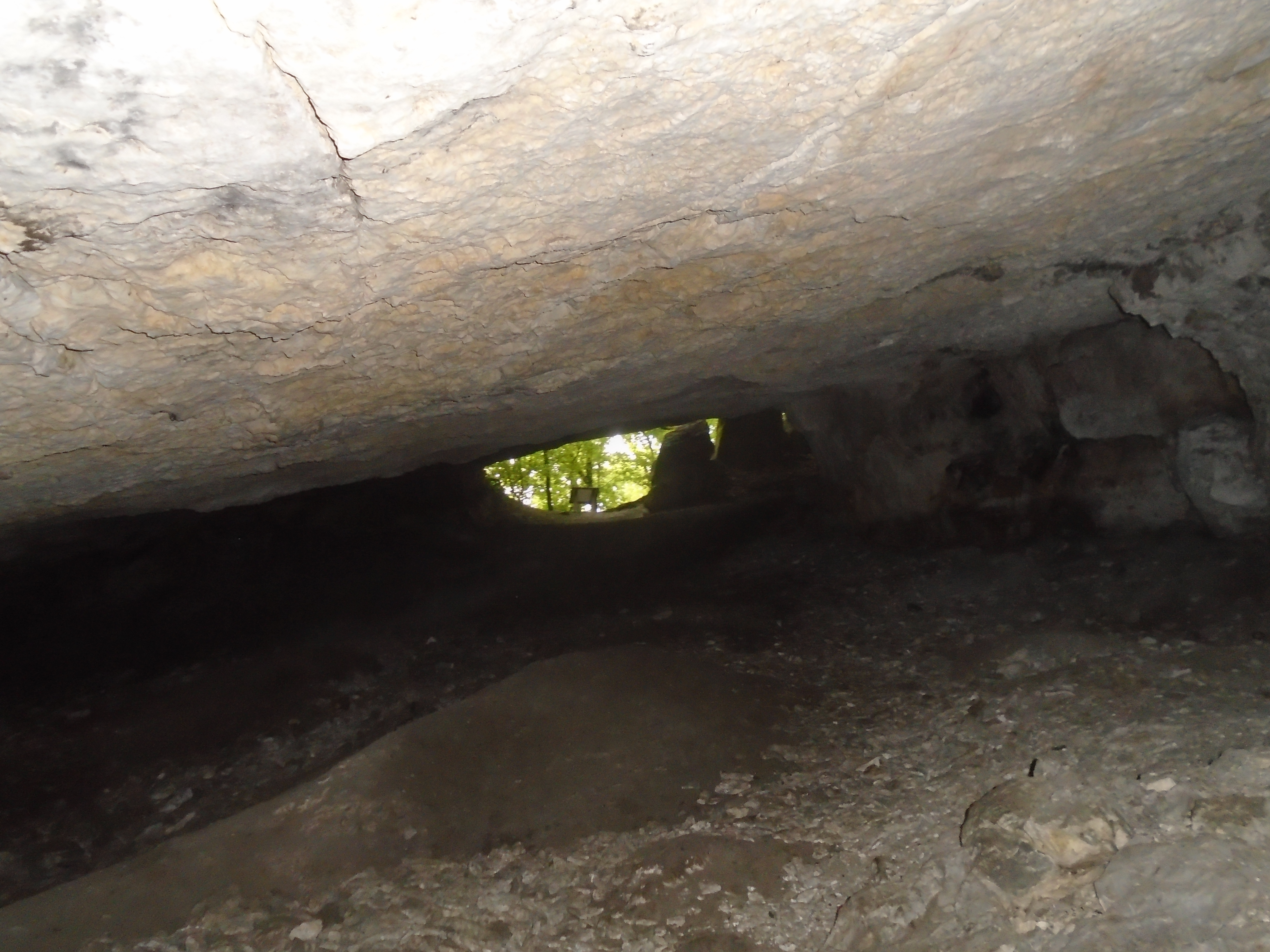
A Bajnai Öreg-lyuk belseje

A Kartográfiai Vállalat által 1979-ben megjelentetett Gerecse hegység turistatérkép hátoldalán található, Gerecse hegységet bemutató ismertetésben meg van említve, hogy Bajna környékének egyik kirándulóhelye az Őr-hegyen lévő Bajnai Öreg-lyuk. A 30 m hosszú és 1,5 m magas barlang egy rétegbarlang. Az 1984-ben kiadott, Magyarország barlangjai című könyv országos barlanglistájában szerepel a Gerecse hegység barlangjai között a barlang bajnai Öreg-lyuk (Őrhegyi-barlang, bajnai Öregkő-barlang, Epöli Öreg-lyuk) néven. A listához kapcsolódóan látható a Dunazug-hegység barlangjainak földrajzi elhelyezkedését bemutató 1:500 000-es méretarányú térképen a barlang földrajzi elhelyezkedése.
1986. január 27-én Juhász Márton, Pusztai Zoltán és Tolnai András (a Vértes László Karszt- és Barlangkutató Csoport tagjai) a Bajnai Öreg-lyukban 13 denevért figyeltek meg. A Bejárati-csarnok középső részén, a kb. 2 m magasan húzódó mennyezet keskeny hasadékában 2 hosszúszárnyú denevér préselődött szorosan egymás mellé. A főjárat végén, az oldalfal 1 m magasan nyíló kis mellékfülkéjének mennyezetén 1 csonkafülű denevér lógott szabadon. A főjárat nagy kupolájában, a mennyezet kb. 4 m-es magasságában, szabad falfelületen 1 kistermetű patkósdenevér lógott. A mellékjárat csarnokának nagyon tagolt mennyezetén, 1–4 m magasan, szűk hasadékban 5 csonkafülű, 3 pisze és 1 hosszúszárnyú denevér bújt meg.
Az 1986. évi Karszt és Barlangban lévő összeállításból, mely a Fényes Elek által írt, Magyarország geográfiai szótára (Pest, 1851; reprint 1984) című művet ismerteti, megtudható, hogy a szótárban, Bajna bemutatásánál (1. kötet, 71. old.) meg van említve az Őr-hegyen található tág barlang. Az 1988. évi Limesben, az Almády Zoltán által írt tanulmányban szó van arról, hogy a barlangokban lévő hidrotermális ásványok közül a Bajnán lévő Öreglyuk barlangban (1.3.3. ásványlelőhely) gipsz, gömbös kalcit és barit fordul elő. Bajnától K-re, kb. 2 km-re, a felső triász mészkőből álló, Őr-kő nevű kiemelt hegyrög ÉK-i oldalában van az Öreglyuk barlang bejárata. A méreteit tekintve nem túl jelentős barlangból hidrotermális keletkezésű, kéregjellegű mikrokristályos gipsz, gömbös kalcit és táblás barit lett leírva. Ezeknek jelenleg már csak nyomai látszanak a barlang eddig feltárt részeiben. A publikáció 1. ábrája a Komárom megyei ásványlelőhelyek térképe. A térképen megfigyelhető a Bajnai Öreg-lyuk (1.3.3.) földrajzi elhelyezkedése.
1989-ben a Gerecse Barlangkutató Egyesület a barlangból két alkalommal távolított el szemetet. 1989. február 26-án Tolnai András és Vendégh Árpád (az egyesület tagjai) 2 denevért láttak a barlangban. A mellékjárat csarnokának elülső részén, a mennyezet kb. 5 m-es magasságában 1 közönséges denevér lógott szabadon. A csarnok középső részén, kb. 4 m magasságban, a mennyezet keskeny repedésében 1 közönséges denevér bújt meg. Az 1989. július 22-i barlangbejáráskor az egyesület megállapította, hogy nincs a barlangban denevér. 1991-ben a Gerecse Barlangkutató Egyesület négyszer távolított el szemetet a barlangból. Ebben az évben egyszer elküldték a helyszínről a barlang bejárati részében tüzet rakó kirándulókat, a tüzelés nyomait pedig eltakarították. 1991. január 21-én Forrásy Csaba és Juhász Márton (az egyesület tagjai) 1 denevért láttak a Bajnai Öreg-lyukban. A mellékjárat kupolás termében, a mennyezet kb. 2,5 m-es magasságában, szűk repedésben 1 kései denevér bújt meg. Az 1991. augusztus 23-i barlangbejáráskor az egyesület megállapította, hogy nincs a barlangban denevér.

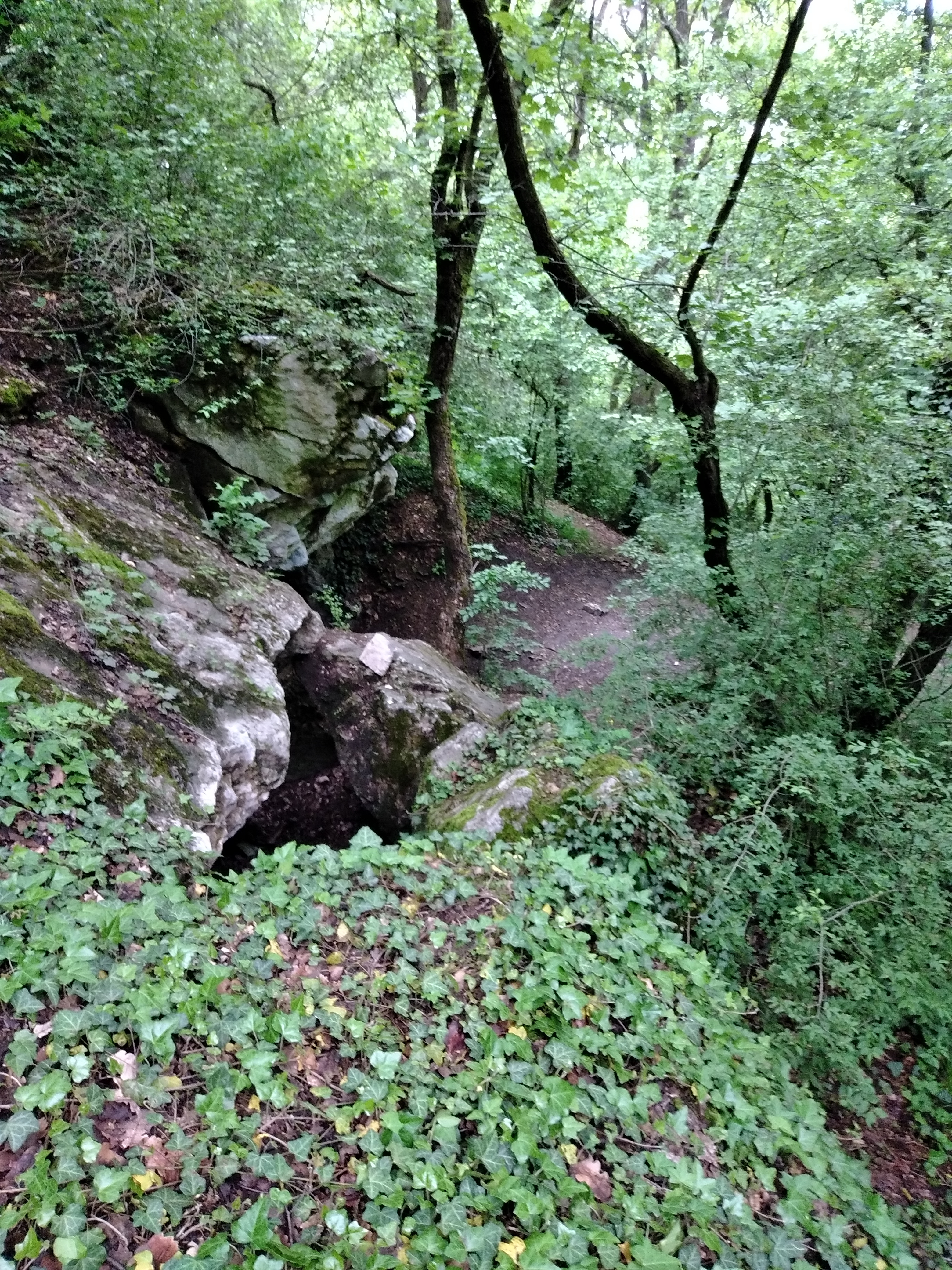
A Bajnai Öreg-lyuk bejáratának előtere (a fénykép a barlangbejárat felett készült)

1992-ben az egyesület kétszer gyűjtötte össze és szállította el a barlangból a szemetet. Az egyik esetben egy kisállat nagyon rothadó tetemét is eltávolította. 1993-ban háromszor távolított el szemetet a barlangból az egyesület. Az egyesület tagjai megszüntették a barlangbejáratnál, de már a barlangban talált tűzrakóhelyet. 1994-ben Horváth Károly, Juhász Márton, Keresztes Ferenc és Vendégh Árpád (az egyesület tagjai) mérték fel a barlangot, majd Juhász Márton a felmérés felhasználásával megszerkesztette a Bajnai Öreg-lyuk (4663/1) alaprajz térképét, a barlang főjáratának hosszmetszet térképét és a barlang mellékjáratának hosszmetszet térképét. Az alaprajz térkép használatához a térképlapon jelölve van az É-i irány.
Az egyesület 1994. évi jelentésében szó van arról, hogy 1994-ben az egyesület a 4663. számú barlangkataszteri egységben kataszteri adatfelvételt végzett. A 4663. számú barlangkataszteri egységben (Bajnai Őr-hegy és a Gerecse hegység K-i vonulata) van a Bajnai Öreg-lyuk. Az adatfelvétel során elkészült a 70,5 m hosszú és 11,6 m mély barlang alapdokumentációja. Ebben az évben négyszer távolított el szemetet az egyesület a barlangból. 1994. január 30-án Juhász Márton és Tolnai András (az egyesület tagjai) 1 denevért láttak a barlangban. A mellékjárat kupolás termének mennyezetén, kb. 2,5 m magasan, szűk repedésben 1 pisze denevér bújt meg. Az 1994. március 31-i, az 1994. május 30-i és az 1994. július 23-i barlangbejárásokkor az egyesület megállapította, hogy nincs a barlangban denevér. A kéziratban részletesen be van mutatva a barlang. Kb. 230 m tszf. magasságban nyílik a barlang (barlangkataszteri szám: 4663/1), amely egy kevés egyedből álló denevércsoport rendszeres telelőhelye.
A barlang a Gerecse hegység egyik legrégebben ismert és a szakirodalomban legtöbbet hivatkozott barlangja. Az 1960-as években a Mellékjárat végponti részét dorogi barlangkutatók bontották. 1978-ban a Magyar Nemzeti Múzeum Régészeti Osztálya végzett felderítő ásatást az üregrendszerben. Mindeddig nem készült el a barlang alapdokumentációja. Az egyesület a barlang részletes felmérését részben vesztett, részben állandósított pontokról végezte. A kéziratba bekerültek a barlang 1994-ben készített térképei. A jelentésben van két olyan, színes fénykép, amelyek szemléltetik a barlangot. Az első fénykép a barlang bejáratát, a második fénykép pedig a barlangban lévő Előcsarnokot mutatja be.
Az 1994. évi Limesben közölt, Székely Kinga által írt dolgozatban az van írva, hogy sajnos, Fényes Elek legismertebb, 1851-ben megjelent művében csak négy barlang van megemlítve. Ezek közül a barlangok közül a Bajna ismertetésénél szereplő Öreg-lyuk az egyik. A 4663/1 barlangkataszteri számú Bajnai Öreg-lyuk további nevei Bajnai Őrkő-barlang, Őrhegyi-barlang és Epöli Öreg-lyuk. Bertalan Károly barlangleltárában a 4-es számú cédulán szerepel az üreg. A Barlangtani Intézetben a barlangnak nincs kataszteri törzslapja, térképe és fényképe, de kutatási törzslapja és irodalmi törzslapja van. Az 1994. évi Limesben lévő, Takácsné Bolner Katalin által írt publikáció szerint Láng Sándor 1956-os geomorfológiai tanulmányában nem zárja ki a hévizes kialakulásmódot a Bajnai Öreg-lyuk esetében. Bajnán, az Őr-hegy É-i oldalában, kb. 220 m tszf. magasságban nyílik a dachsteini mészkőben keletkezett barlang. Termálkarsztos jellemvonásokat (is) mutat a rétegdőlést követő fő üregrészéhez kapcsolódó, felnyúló gömbfülkéivel, baritos-borsóköves ásványegyüttesével. Közelében egy másik, berobbantott bejáratú, formagazdag barlang van. Felismerhetők a barlangban kupolában végződő üregekből álló üregrészek.
Az 1994. évi Limesben publikált, Kordos László által írt összeállítás szerint a Bajnai Öreg-lyukban (Epöl, Öreg-lyuk) T. Dobosi Viola (Magyar Nemzeti Múzeum) 1978-ban ásott egy kis üreget, amiből az eredeti rétegjelzéseket követve a következő csontmaradványok kerültek elő: C DNy-i fele, 30–35 cm: Aves, Chiroptera, Talpa europaea és Glis glis. C 20–40 cm, 78–7–11: Myotis. C 20–40 cm: Pisces, Rana, Bufo, Ophidia, Aves, Rhinolophus euryale, Myotis, Chiroptera, Glis glis, Cricetus cricetus és Sus scrofa. C 40 cm, cserépfészek: Aves, Myotis blythi oxygnathus és Eptesicus serotinus. C É-i fele, 40–50 cm: Rana, Pelobates fuscus, Aves, Lacerta, Rhinolophus euryale, Myotis dasycneme, Miniopterus schreibersii, Chiroptera, Glis glis, Microtus arvalis, Apodemus és Cricetus cricetus.
C É-i, 40–50 cm, 1978. július 12.: Rana, Aves, Chiroptera és Rodentia. C ÉK-i cserépfészek: 50–60 cm, 78–7–13: Rana, Bufo, Pelobates fuscus, Myotis myotis, Myotis dasycneme, Miniopterus schreibersii, Chiroptera, Sciurus vulgaris, Apodemus sylvaticus, Myodes glareolus, Pitymys subterraneus, Lepus europaeus, Felis, Bos és Ovis seu Capra. C a barlangi mennyezettől 170–180 cm-re, 78–7–13: Salientia, Aves, Rhinolophus euryale, Myotis dasycneme, Miniopterus schreibersii, Chiroptera, Glis glis, Apodemus sylvaticus, Microtus arvalis és Vulpes vulpes. Minden lelet a holocén középső vagy fiatal időszakába sorolható és a maival azonos erdős-bokros, kismértékben nyílt területet valószínűsít.
Az 1994. évi Limesben kiadott, Juhász Márton által írt összefoglalásban az olvasható, hogy a barlangban a Magyar Nemzeti Múzeum Régészeti Osztályától 1978-ban T. Dobosi Viola régészeti ásatást végzett. A gerinces maradványokat Kordos László dolgozta fel (1978), aki az anyagból az alábbi 6 denevérfaj maradványait határozta meg: Rhinolophus euryale, Myotis myotis, Myotis blythii, Myotis dasycneme, Eptesicus serotinus és Miniopterus schreibersii. A gyűjtésben figyelemre méltó a Rhinolophus euryale jelenléte. Az 1986 és 1994 között végzett 11 téli és 6 nyári ellenőrzés közül 8 téli volt pozitív. A regisztrált fajok: Rhinolophus hipposideros, Myotis mystacinus, Myotis nattereri, Myotis emarginatus, Myotis myotis, Eptesicus serotinus, Pipistrellus pipistrellus, Barbastella barbastellus és Miniopterus schreibersii. Az állandó téli szálláshelynek minősíthető barlangban a legmagasabb egyedszámot, 13 példányt az 1986. január 27-i számláláskor észlelték, a többi számláláskor az egyedszám csak 1–4 volt. Érdekes a magas fajszám, valamint az, hogy egyik denevérfajnak sem állandó tanyahelye a barlang.

### 1996–2004
1996-ban a Gerecse Barlangkutató Egyesület a barlangból kétszer távolított el szemetet. 1996-ban az egyesület a barlang előcsarnokából kétszer távolított el szemetet és megszüntetett néhány tűzrakóhelyet. 1997. december 30-án Juhász Márton, Keresztes Ferenc és Molnár Zoltán (az egyesület tagjai) 3 denevért láttak a Bajnai Öreg-lyukban. A mellékjárat kupolás termének mennyezetén, kb. 3 m magasan, egy szűk korróziós hasadékban 1 pisze denevér bújt meg. Hasonló helyzetben volt egy pontosan nem meghatározott, kistermetű Myotis faj 2 egyede. (Az 1997. január 26-i, az 1997. április 6-i és az 1997. augusztus 16-i barlangbejárásokkor az egyesület megállapította, hogy nincs a barlangban denevér.) Pisze denevér 1997-ben a Gerecse hegységben, téli időszakban a Bajnai Öreg-lyukban (1997. december 30-án 1 példány), a Pisznice-barlangban (1997. január 26-án és december 7-én 1-1 példány) és a Pisznicei-zsombolyban (1997. december 30-án 5 példány) volt megfigyelve.
1998. január 26-án 1 kis patkósdenevért, 2 közönséges denevért, 1 vízi denevért, 3 kései denevért és 1 pisze denevért, 1998. február 28-án 2 közönséges denevért, 1998. december 30-án 1 horgasszőrű denevért, 3 közönséges denevért, 1 kései denevért és 1 pisze denevért figyelt meg az egyesület a Bajnai Öreg-lyukban. (Az 1998. május 30-i barlangbejáráskor nem volt a barlangban denevér.) 2001-ben a Gerecse hegység jelentősebb (legalább 10 egyedszámú) denevér-telelőhelyei közé tartozott a barlang (2001. január 28-án 13 példány telelt benne). 2001. január 28-án 1 kis patkósdenevért, 1 horgasszőrű denevért, 1 közönséges denevért, 6 kései denevért, 4 pisze denevért, 2001. február 24-én 1 kis patkósdenevért, 1 horgasszőrű denevért, 1 közönséges denevért, 4 kései denevért, 4 pisze denevért, 2001. március 24-én 2 kis patkósdenevért, 4 közönséges denevért, 1 kései denevért, 2001. április 26-án 1 kis patkósdenevért, 2001. október 28-án 1 nagyfülű denevért, 1 kései denevért, 2001. december 30-án pedig 1 kis patkósdenevért, 1 horgasszőrű denevért, 1 nagyfülű denevért és 3 pisze denevért észlelt az egyesület a barlangban. (A 2001. május 29-i, a 2001. július 28-i és a 2001. október 3-i barlangbejárásokkor nem volt a barlangban denevér.)

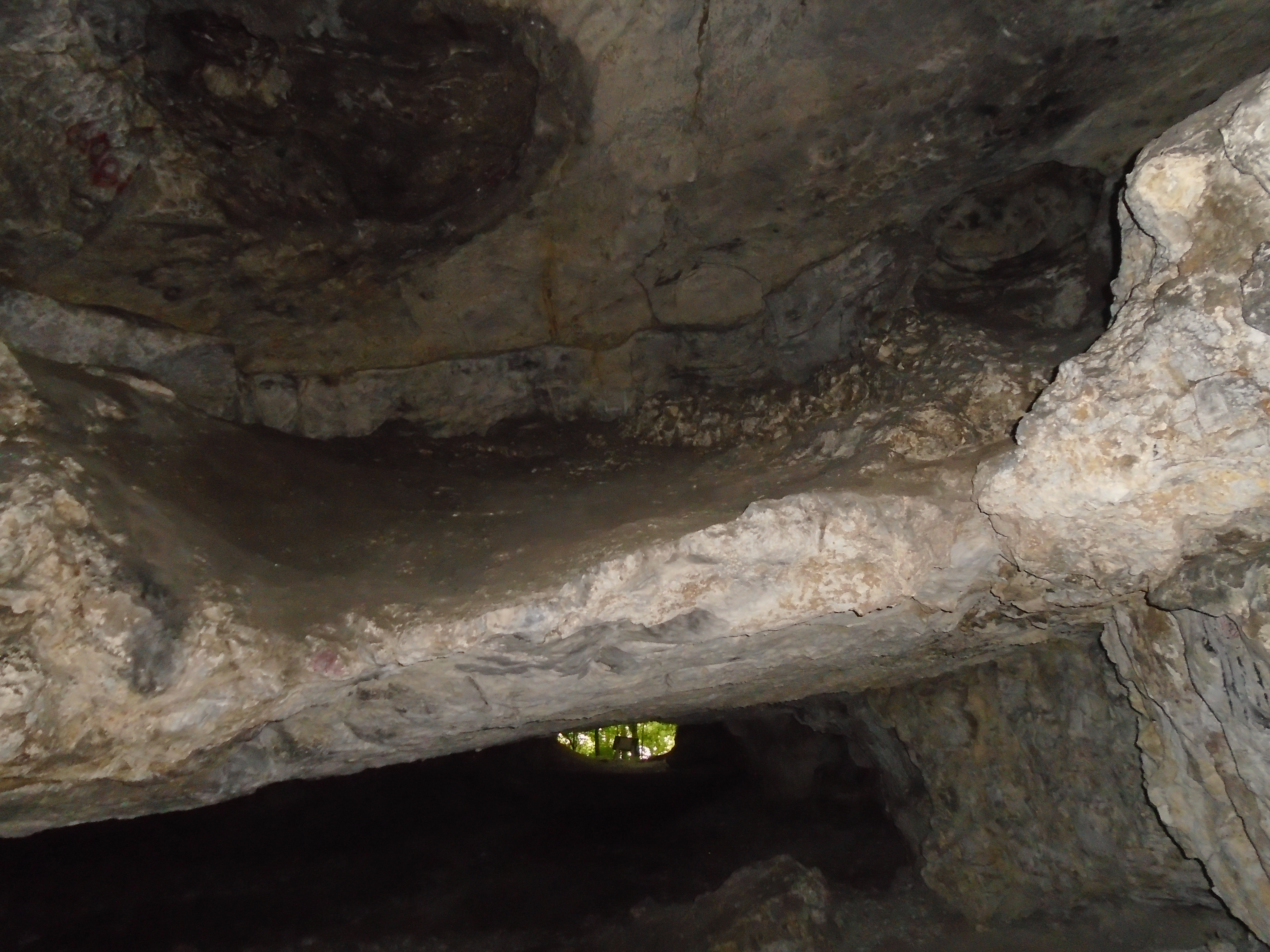
Részlet a Bajnai Öreg-lyukból

2001. január 28-án Juhász Márton (az egyesület tagja) 13 denevért látott a barlangban. Az előcsarnok bejáratközeli és központi részének mennyezetén, 0,5–1,5 m magasan lévő keskeny repedésekben és szűk lyukakban elszórtan 6 kései denevér és 4 pisze denevér bújt meg. Az egyik pisze denevér fején néhány, sárgás színű apró parazitalárva látszott. A főjárat kupolás végének mennyezetén, kb. 4 m magasan 1 kis patkósdenevér lógott szabadon. A mellékjárat kupolás termének mennyezetén, kb. 2,5 m magasan, szűk hasadékban 1 nagyon nedves, harmatcseppes szőrzetű horgasszőrű denevér bújt meg. Egy közeli szűk hasadékban 1 közönséges denevér volt mélyen behúzódva. 2001. február 24-én Juhász Márton és Puskás György (az egyesület tagjai) 11 denevért láttak a barlangban. Az előcsarnok bejáratközeli és központi részének mennyezetén, 0,5–1,5 m magasan lévő keskeny repedésekben és szűk lyukakban elszórtan 1 horgasszőrű denevér, 4 kései denevér és 4 pisze denevér bújt meg. A mellékjárat kupolás termének mennyezetén, kb. 3,5 m magasan szabadon lógott 1 kis patkósdenevér, 1 közönséges denevér pedig kb. 2,5 m magasan, egy szűk hasadékba volt mélyen behúzódva.
2001. március 24-én Juhász Márton, Keresztes Ferenc, Mágyel Barnabás, Pál Vince és Puskás György (az egyesület tagjai) 7 denevért láttak a barlangban. Az előcsarnok bejáratközeli és központi részének mennyezetén, 0,5–1,5 m magasan lévő keskeny repedésekben és szűk lyukakban elszórtan 3 közönséges denevér és 1 kései denevér bújt meg. A főjárat kupolás termének mennyezetén, 2 m magasan 1 kis patkósdenevér lógott szabadon. A mellékjárat kupolás termének mennyezetén, kb. 3,5 m magasan szabadon lógott 1 kis patkósdenevér, 1 közönséges denevér pedig kb. 2,5 m magasan, egy szűk hasadékba volt mélyen behúzódva.
2001. április 26-án Puskás Sándor és Tolnai András (az egyesület tagjai) 1 denevért láttak a barlangban. A főjárat kupolás termének mennyezetén, 2 m magasan 1 kis patkósdenevér lógott szabadon. 2001. október 28-án Juhász Márton, Keresztes Ferenc és ifj. Mágyel István (az egyesület tagjai) 2 denevért láttak a barlangban. Az előcsarnok bejáratközeli részén nyíló gömbüstös kis kürtő mennyezetén, kb. 3 m magasan 1 nagyfülű denevér lógott szabadon. A mennyezeten, 0,8 m magasan, keskeny repedésben 1 kései denevér volt mélyen behúzódva. 2001. december 30-án Juhász Márton és Vörös Gábor (az egyesület tagjai) 6 denevért láttak a barlangban. Az előcsarnok központi részének mennyezetén, 0,5–1,5 m magasan lévő keskeny repedésekben elszórtan 3 pisze denevér bújt meg. A főjárat kupolás termének mennyezetén, kb. 3,5 m magasan 1 kis patkósdenevér lógott szabadon. A mellékjárat kupolás termének mennyezetén, egy kb. 2,5 m magasan lévő kis üregben 1 nagyfülű denevér volt megbújva, keskeny repedésben pedig 1 horgasszőrű denevér volt behúzódva. Ez utóbbi szőrzete nagyon nedves, harmatcseppes volt.
A 2001-ben kiadott, Bél Mátyás által írt, Esztergom vármegye leírása című könyvben az van írva, hogy Epöl és Bajna között terül el az Őr-hegy. A hegyben, a hegy epöli oldalán létezik egy barlang, melynek K-re tekintő három bejárata van. Az első nyílás mögött található üreg 26 ölnyi, de annyira alacsony, hogy ülő helyzetben kézzel el lehet érni az üreg tetejét. Ennek az üregnek a belsejéből ágazik ki a másik kettő. Az egyik É-ra, a másik pedig Ny-ra. Mindkettőbe szűk bejáraton keresztül lehet bejutni, de belsejük 2–3 öl szélességűre és ugyanilyen magasságúra tágul.

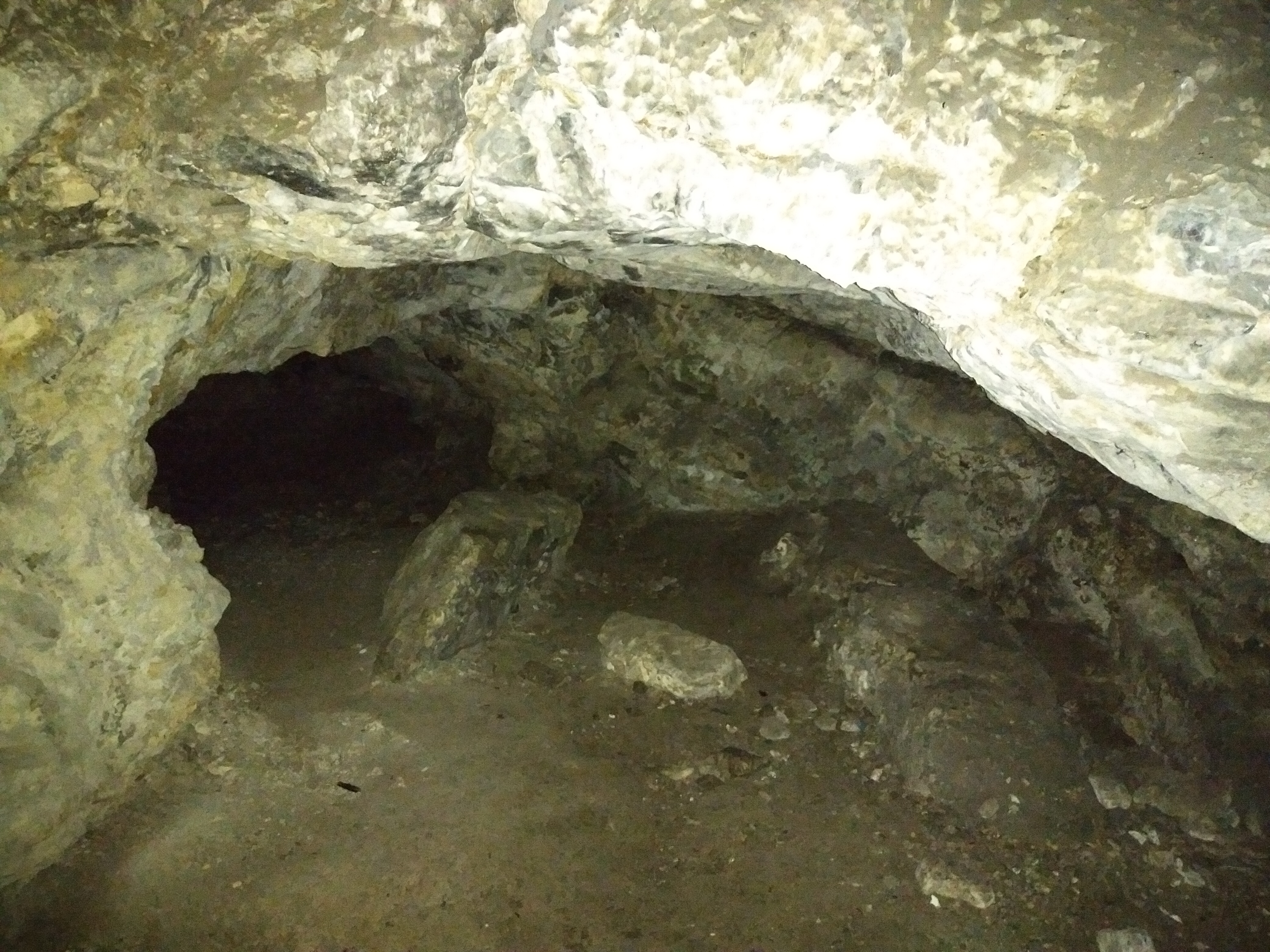
Részlet a Bajnai Öreg-lyukból

A 2002. évi Karsztfejlődésben szó van arról, hogy egy 1340. évi latin nyelvű oklevél szövegének elemzése alapján, Dénes György terepbejárásokat végzett. A helyszíni megfigyelések során megállapította, hogy az oklevélben lévő mons Kwpesth, azaz Kőpest-hegy a bajnai Őr-heggyel, maga a Kőpest pedig a hegy Öreg-lyuk nevű tág barlangjával azonos. 2002-ben a Gerecse hegység jelentősebb (legalább 10 egyedszámú) denevér-telelőhelyei közé tartozott a barlang (2002. február 24-én és 2002. december 27-én 10 példány telelt benne). 2002. január 25-én 1 horgasszőrű denevért, 2 közönséges denevért, 1 kései denevért, 4 pisze denevért, 2002. február 24-én 1 horgasszőrű denevért, 2 közönséges denevért, 6 kései denevért, 1 pisze denevért, 2002. március 23-án 1 kis patkósdenevért, 1 horgasszőrű denevért, 2002. november 30-án 1 közönséges denevért, 2 kései denevért, 2002. december 27-én pedig 1 közönséges denevért, 4 kései denevért és 5 pisze denevért észlelt az egyesület a barlangban. (A 2002. április 27-i, a 2002. május 25-i, a 2002. június 22-i, a 2002. július 27-i, a 2002. augusztus 15-i, a 2002. szeptember 22-i és a 2002. október 27-i barlangbejárásokkor nem volt a barlangban denevér.)
A Kraus Sándor által írt 2003. évi jelentésben az olvasható, hogy Kraus Sándor 1994. március 31-én, Juhász Márton által vezetve járt a Bajnai Öreg-lyukban. Epöl elején D felé kell kanyarodni. A barlangnak széles rétegbejárata van, amelyről készült 2 fénykép. Rengeteg, 3–5 cm mély kondenzkarr. A mennyezet réteglap, melyben néhány kupola és kis kürtő van. Őskarszt is látszik benne. A kalcitok vékony üledékrétegek, összesen 30–50–80 cm vastagságban. A jobb oldali (É-i) barlangágban, a régi kitöltésben 1 cm-es kavicsok is vannak. Elágazó, kanyargó, barna ősi kitöltés telérei látszanak a mennyezeten.
2003-ban a Gerecse hegység jelentősebb (legalább 10 egyedszámú) denevér-telelőhelyei közé tartozott a barlang (2003. január 26-án 21 példány telelt benne). 2003. január 26-án 1 kis patkósdenevért, 2 horgasszőrű denevért, 2 közönséges denevért, 7 kései denevért, 9 pisze denevért, 2003. február 23-án 4 kis patkósdenevért, 4 horgasszőrű denevért, 2 közönséges denevért, 2 kései denevért, 8 pisze denevért, 2003. március 29-én 1 horgasszőrű denevért, 2 közönséges denevért, 2003. november 29-én 1 horgasszőrű denevért, 1 közönséges denevért, 2003. december 27-én 1 horgasszőrű denevért, 2 közönséges denevért, 1 kései denevért és 1 pisze denevért észlelt az egyesület a barlangban. (A 2003. április 27-i, a 2003. május 24-i, a 2003. június 29-i, a 2003. július 26-i, a 2003. augusztus 24-i, a 2003. szeptember 27-i és a 2003. október 26-i barlangbejárásokkor nem volt a barlangban denevér.)
2004-ben az egyesület a barlang előcsarnokából négyszer távolított el sok szemetet és felszámolt néhány tűzrakóhelyet. 2004. január 24-én 2 kis patkósdenevért, 1 horgasszőrű denevért, 1 közönséges denevért, 1 kései denevért, 5 pisze denevért, 2004. február 28-án 1 kis patkósdenevért, 1 horgasszőrű denevért, 1 közönséges denevért, 2 kései denevért, 1 pisze denevért, 2004. március 27-én 1 kis patkósdenevért, 1 horgasszőrű denevért, 2 közönséges denevért, 2 kései denevért, 1 pisze denevért, 2004. április 25-én 1 pisze denevért, 2004. szeptember 19-én 4 kései denevért, 2004. október 24-én 1 horgasszőrű denevért, 2 kései denevért, 2004. november 27-én 4 kis patkósdenevért, 7 kései denevért, 2004. december 28-án pedig 2 kis patkósdenevért, 1 vízi denevért, 2 közönséges denevért, 3 kései denevért és 2 pisze denevért figyelt meg az egyesület a barlangban. (A 2004. május 25-i, a 2004. június 29-i, a 2004. július 25-i és a 2004. augusztus 22-i barlangbejárásokkor nem volt a barlangban denevér.)

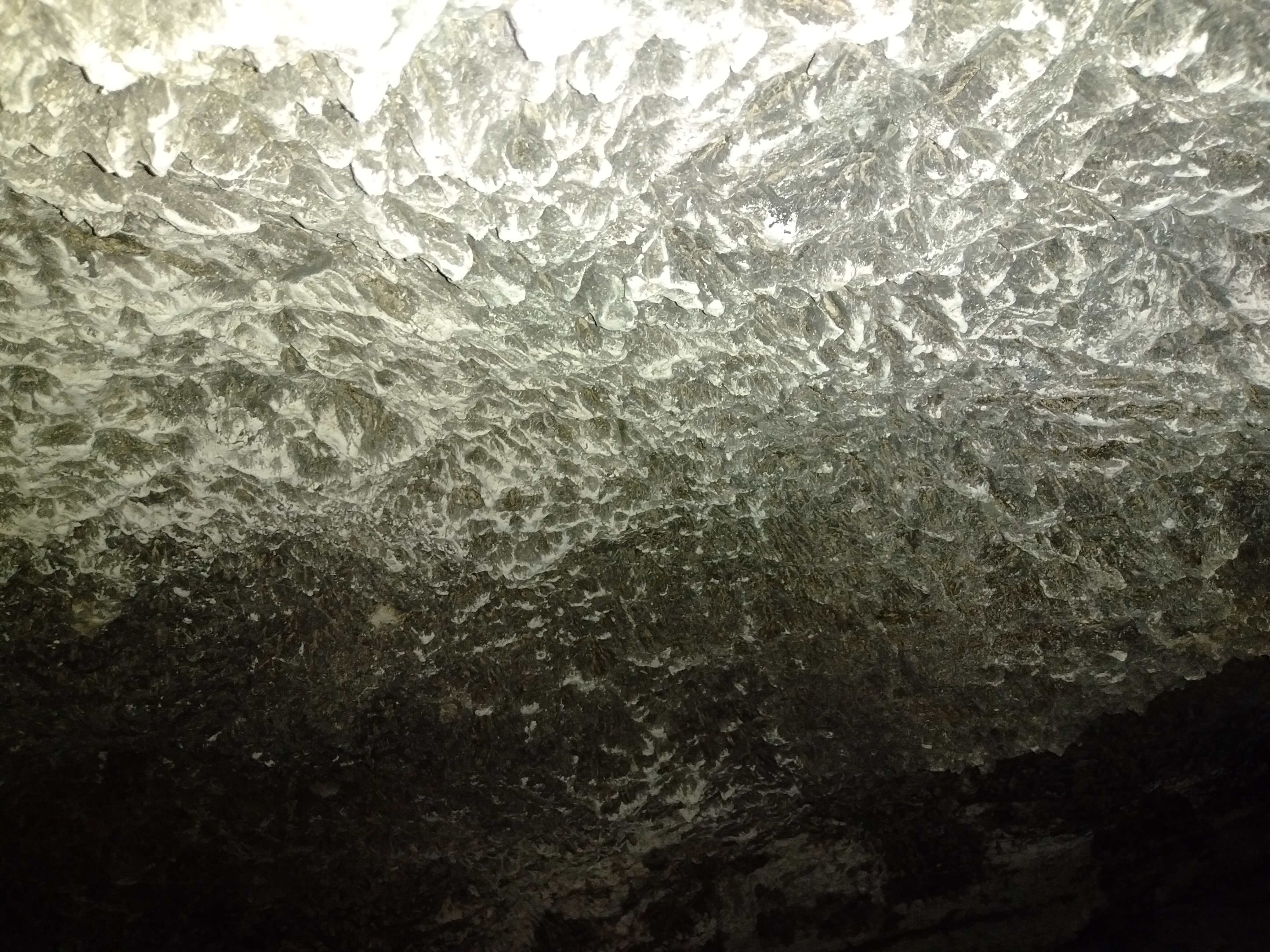
Részlet a Bajnai Öreg-lyukból (mennyezet)

2004. január 24-én Fazekas János, Juhász Márton és Kucsera Attila (az egyesület tagjai) 10 denevért láttak a barlangban. Az előcsarnok bejáratközeli és központi részének mennyezetén, 0,8–1,2 m magasan lévő keskeny repedésekben 1 kései denevér és 5 pisze denevér bújt meg. A főjárat kupolás termének mennyezetén, kb. 4,5 m magasan, egymás közelében 2 kis patkósdenevér lógott szabadon, az oldalfalon, kb. 3,5 m magasan lévő keskeny repedésben 1 horgasszőrű denevér bújt meg. A mellékjárat kupolás termének mennyezetén, egy kb. 2,5 m magasan lévő keskeny repedésbe 1 közönséges denevér volt mélyen behúzódva. 2004. február 28-án Juhász Márton, Puskás György és Sümegi Attila (az egyesület tagjai) 6 denevért láttak a barlangban. Az előcsarnok bejáratközeli és központi részének mennyezetén, 0,8–1,2 m magasan lévő keskeny repedésekben 1 horgasszőrű denevér, 2 kései denevér és 1 pisze denevér bújt meg. A főjárat kupolás termének mennyezetén, kb. 4 m magasan 1 kis patkósdenevér lógott szabadon. A mellékjárat kupolás termének mennyezetén, egy kb. 2,5 m magasan lévő keskeny repedésbe 1 közönséges denevér volt mélyen behúzódva.
2004. március 27-én Juhász Márton, Keresztes Ferenc és Vörös Gábor (az egyesület tagjai) 7 denevért láttak a barlangban. Az előcsarnok bejáratközeli részének mennyezetén, 0,8–1 m magasan lévő keskeny repedésekben 1 horgasszőrű denevér és 2 kései denevér bújt meg. A főjárat kupolás termének mennyezetén, kb. 4 m magasan 1 kis patkósdenevér lógott szabadon. A mellékjárat kupolás termének mennyezetén, egy kb. 1,5 m magasan lévő kis üregbe 1 pisze denevér volt félig bebújva, egy kb. 2,5 m magasan található keskeny repedésbe pedig 2 közönséges denevér volt mélyen behúzódva. 2004. április 25-én Juhász Márton és Puskás György (az egyesület tagjai) 1 denevért láttak a barlangban. A mellékjárat kupolás termének mennyezetén, egy kb. 3,5 m magasan lévő kis üregbe 1 pisze denevér volt félig bebújva. 2004. szeptember 19-én Juhász Márton, Sümegi Attila és Vajdai Péter (az egyesület tagjai) 4 denevért láttak a barlangban. Az előcsarnok bejáratközeli részének mennyezetén, 1–1,5 m magasan lévő keskeny repedésekben 4 kései denevér bújt meg.
2004. október 24-én Mihalik Zoltán, Puskás György és Siebel Tamás (az egyesület tagjai) 3 denevért láttak a barlangban. Az előcsarnok bejáratközeli részének mennyezetén, 1–1,5 m magasan lévő keskeny repedésekben 1 horgasszőrű denevér és 2 kései denevér bújt meg. 2004. november 27-én Puskás György és Tolnai András (az egyesület tagjai) 11 denevért láttak a barlangban. Az előcsarnok bejáratközeli részének mennyezetén, 1–1,5 m magasan lévő keskeny repedésekben 7 kései denevér bújt meg. A főjárat kupolás termének mennyezetén, kb. 4 m magasan 2 kis patkósdenevér lógott szabadon. A mellékjárat kupolás termének mennyezetén, kb. 2,5–3 m magasan 2 kis patkósdenevér lógott szabadon. 2004. december 28-án Juhász Márton, Puskás György és ifj. Rákász Mihály (az egyesület tagjai) 10 denevért láttak a barlangban. Az előcsarnok bejáratközeli és központi részének mennyezetén, 0,8–1,5 m magasan lévő keskeny repedésekben 1 vízi denevér, 3 kései denevér és 2 pisze denevér bújt meg. A főjárat kupolás termének mennyezetén, kb. 4 m magasan 2 kis patkósdenevér lógott szabadon. A mellékjárat kupolás termének mennyezetén, kb. 2,5 m magasan lévő keskeny repedésekben 2 közönséges denevér volt mélyen behúzódva. 2004-ben a Gerecse hegység jelentősebb (legalább 10 egyedszámú) denevér-telelőhelyei közé tartozott a barlang (2004. november 27-én 11 példány telelt benne).

### 2005-től

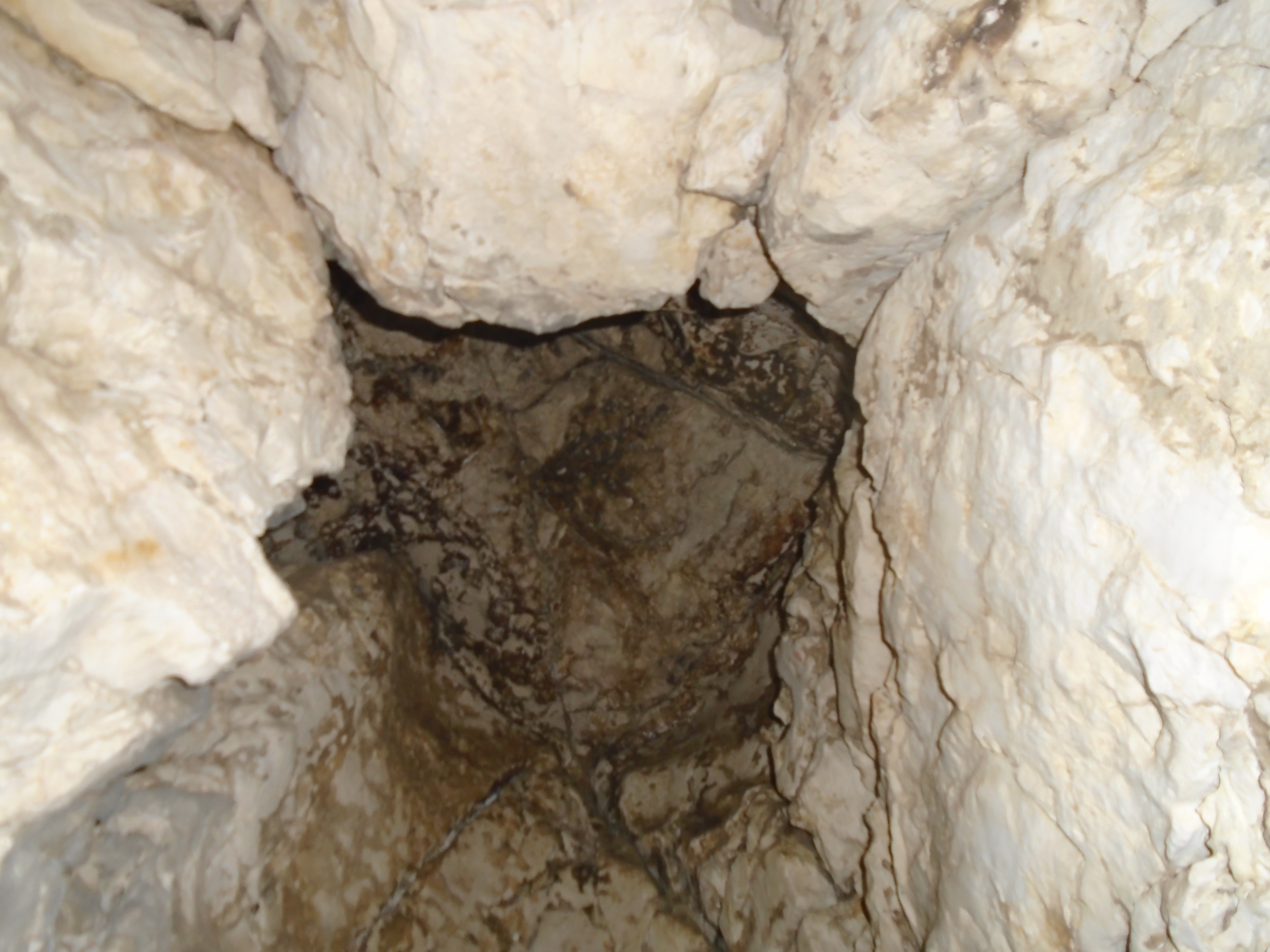
A Bajnai Öreg-lyuk egyik kürtője

2005-ben a Gerecse hegység jelentősebb (legalább 10 egyedszámú) denevér-telelőhelyei közé tartozott a barlang (2005. december 22-én 14 példány telelt benne). A Duna–Ipoly Nemzeti Park Igazgatóság működési területén, a Gerecse hegységben elhelyezkedő, 4663/1 kataszteri számú Bajnai Öreg-lyuk, 2006. február 28-tól, a környezetvédelmi és vízügyi miniszter 8/2006. KvVM utasítása szerint, megkülönböztetett védelmet igénylő barlang. 2006. január 29-én 1 kis patkósdenevért, 4 közönséges késeidenevért, 2 pisze denevért, 2006. február 26-án 2 kis patkósdenevért, 1 közönséges denevért, 4 közönséges késeidenevért, 3 pisze denevért, 2006. március 26-án 3 kis patkósdenevért, 1 nagyfülű denevért, 2 közönséges denevért, 2 közönséges késeidenevért, 2006. április 30-án 1 kis patkósdenevért, 1 pisze denevért, 2006. október 29-én 1 kis patkósdenevért, 1 horgasszőrű denevért, 1 közönséges denevért, 1 közönséges késeidenevért, 1 pisze denevért, 2006. november 25-én 1 kis patkósdenevért, 1 horgasszőrű denevért, 2 közönséges késeidenevért, 4 pisze denevért, 2006. december 28-án pedig 6 közönséges késeidenevért, 1 szürke hosszúfülű-denevért és 3 pisze denevért figyelt meg az egyesület a barlangban. (A 2006. május 21-i, a 2006. június 25-i, a 2006. július 29-i, a 2006. augusztus 27-i és a 2006. szeptember 30-i barlangbejárásokkor nem volt a barlangban denevér.)
2006-ban a Gerecse hegység jelentősebb (legalább 10 egyedszámú) denevér-telelőhelyei közé tartozott a barlang (2006. február 26-án és 2006. december 28-án 10 példány telelt benne). 2006. január 29-én Juhász Márton, Keresztes Ferenc, Puskás György és Puskás Sándor (az egyesület tagjai) 7 denevért láttak a barlangban. Az előcsarnok bejáratközeli és központi részének mennyezetén, 0,8–1,5 m magasan lévő keskeny repedésekben 4 közönséges késeidenevér és 2 pisze denevér bújt meg. A mellékjárat kupolás termének mennyezetén, kb. 3,5 m magasan 1 kis patkósdenevér lógott szabadon. 2006. február 26-án Juhász Márton, Miskolci Krisztián, Puskás György és Szeifried Ivett (az egyesület tagjai) 10 denevért láttak a barlangban. Az előcsarnok bejáratközeli és központi részének mennyezetén, 0,8–1,5 m magasan lévő keskeny repedésekben 4 közönséges késeidenevér és 3 pisze denevér bújt meg. A főjárat kupolás termének mennyezetén, kb. 3 m magasan 1 kis patkósdenevér lógott szabadon. A mellékjárat kupolás termének mennyezetén, kb. 3,5 m magasan 1 kis patkósdenevér lógott szabadon, 1 közönséges késeidenevér pedig a mennyezeti keskeny repedésben bújt meg.
2006. március 26-án Hlatky László, Juhász Márton, Mihalik Zoltán és Puskás György (az egyesület tagjai) 8 denevért láttak a barlangban. Az előcsarnok központi részének mennyezetén, 1 m magasan lévő keskeny repedésben 2 közönséges késeidenevér egymáshoz közel bújt meg. A főjárat kupolás termének mennyezetén, kb. 3 m magasan 1 kis patkósdenevér lógott szabadon. A mellékjárat kupolás termének oldalfalán, 1,5 m magasan lévő keskeny repedésben 1 nagyfülű denevér bújt meg, mennyezetén, kb. 3 m és 3,5 m magasan 1-1 kis patkósdenevér lógott szabadon, 2 közönséges denevér pedig a mennyezeti keskeny repedésben, szorosan egymás mellett bújt meg. 2006. április 30-án Juhász Márton, Puskás György és Tálos Viktória (az egyesület tagjai) 2 denevért láttak a barlangban. Az előcsarnok bejáratközeli részének mennyezetén nyíló gömbfülke tetején 1 kis patkósdenevér lógott szabadon, a mennyezeten, 1,5 m magasan lévő keskeny repedésben pedig 1 pisze denevér bújt meg.

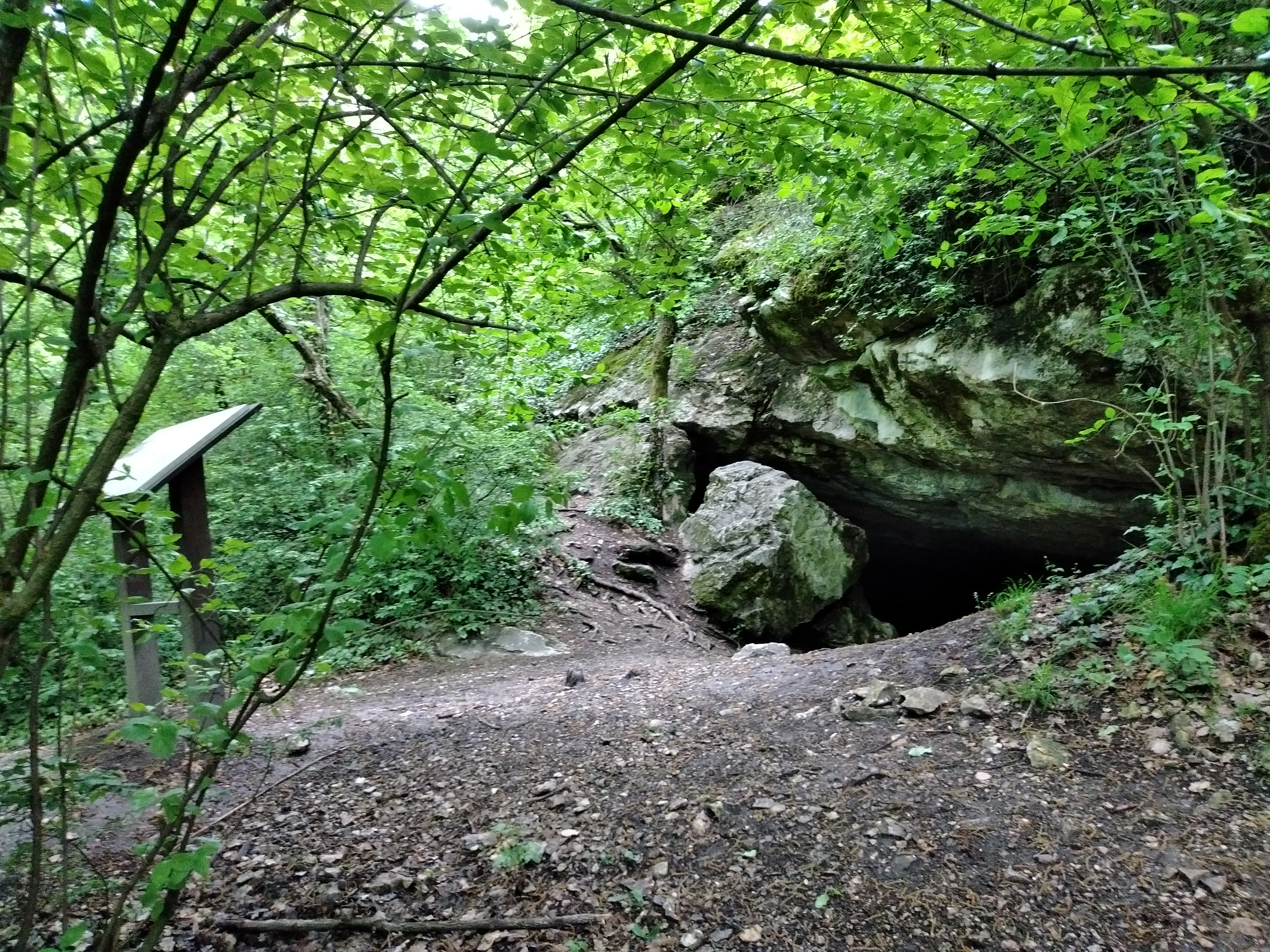
A Bajnai Öreg-lyuk bejáratának előtere

2006. október 29-én Juhász Márton és Vajdai István (az egyesület tagjai) 5 denevért láttak a barlangban. Az előcsarnok központi részének mennyezetén, 1–1,5 m magasan lévő keskeny repedésekben 1 közönséges késeidenevér és 1 pisze denevér bújt meg. A főjárat kupolás termének mennyezetén, kb. 4 m magasan lévő kis üregben 1 horgasszőrű denevér bújt meg, kb. 3,5 m magasan pedig 1 közönséges denevér lógott szabadon. A mellékjárat kupolás termének mennyezetén, kb. 3 m magasan 1 kis patkósdenevér lógott szabadon. 2006. november 25-én Juhász Márton és Sümegi Attila (az egyesület tagjai) 8 denevért láttak a barlangban. A barlangbejárat mennyezetén, 2 m magasan lévő keskeny repedésben 1 pisze denevér bújt meg. Az előcsarnok központi részének mennyezetén, 1–1,5 m magasan lévő keskeny repedésekben 1 horgasszőrű denevér, 2 közönséges késeidenevér és 3 pisze denevér bújt meg. A mellékjárat kupolás termének mennyezetén, kb. 3 m magasan 1 kis patkósdenevér lógott szabadon. 2006. december 28-án Dobrosi Dénes, Dunai Veronika és Juhász Márton (az egyesület tagjai) 10 denevért láttak a barlangban. Az előcsarnok bejáratközeli részének mennyezetén, 1–1,5 m magasan lévő keskeny repedésekben 6 közönséges késeidenevér, 1 szürke hosszúfülű-denevér és 3 pisze denevér bújt meg. 2007-ben a Gerecse hegység jelentősebb (legalább 10 egyedszámú) denevér-telelőhelyei közé tartozott a barlang (2007. december 22-én 15 példány telelt benne).
Juhász Márton 2007. évi tanulmányában közölve lett, hogy a Bajnán (Komárom-Esztergom megye) lévő Bajnai Öreg-lyuk (Bajnai Őrkő-barlang, Epöli Öreg-lyuk, Őrhegyi-barlang) közhiteles barlangnyilvántartási száma 4663-1, UTM-kódja pedig CT27A1. A publikációban részletesen le van írva a 70,5 m hosszú, 14,1 m függőleges kiterjedésű, 2,5 m magas és 11,6 m mély barlang. A barlangban a Gerecse Barlangkutató és Természetvédő Egyesület 1986 és 2006 között, 36 téli, 22 tavaszi, 31 nyári és 19 őszi (összesen 108) denevér-megfigyelést végzett, amelyek közül 34 téli, 13 tavaszi és 11 őszi (összesen 58) volt eredményes. Az ellenőrzések 1986–2000 között, évi 1–4 alkalommal, 2001. januártól pedig havonta történtek. A megfigyelések során 8 denevérfaj; kis patkósdenevér (R. hipposideros), vízi denevér (M. daubentonii), nagyfülű denevér (M. bechsteinii), közönséges denevér (M. myotis), közönséges késeidenevér (E. serotinus), szürke hosszúfülű-denevér (P. austriacus), nyugati piszedenevér (B. barbastellus) és horgasszőrű denevér (M. nattereri) jelenlétét állapították meg a csoporttagok.
A Magyar Nemzeti Múzeum Régészeti Osztálya 1978-ban, T. Dobosi Viola által vezetve régészeti ásatást végzett a barlangban. A csontleleteket (köztük sok denevércsontot) feldolgozó Kordos László (MÁFI Országos Földtani Múzeum) az anyagból R. euryale, M. dasycneme, M. myotis, M. blythii, E. serotinus és M. schreibersii maradványokat határozott meg. Megállapította, hogy mindegyik lelet a holocén középső vagy fiatal időszakába tartozik. Azokban az időkben a jelenlegivel azonos, erdős-bokros, kissé nyílt területen helyezkedett el a barlang. A barlangbejárat előterében, a Budapesti Denevérvédelmi Csoport által végzett hálózásos befogások eredménye: 1996. augusztus 2.: R. hipposideros (1), M. nattereri (1), M. myotis (1), E. serotinus (5), P. auritus (5), P. austriacus (2), B. barbastellus (6); 1999. július 30.: M. emarginatus (1), M. nattereri (1), M. myotis (3), M. blythii (1), E. serotinus (10), P. auritus (3), P. austriacus (1) és B. barbastellus (2).
Az észlelési adatok és a néha fellelhető friss ürülék alapján, helyi viszonylatban kis-közepes egyedszámú és fajgazdag állandó téli denevérszálláshelynek, kis faj- és egyedszámú alkalmi tavaszi és őszi szálláshelynek, ugyanakkor kis egyedszámú és fajgazdag párzóhelynek tekinthető. A telelési időszakban elsősorban a hidegtűrő E. serotinus és B. barbastellus fordul elő általánosan az üregrendszerben. A barlangban végzett denevér-megfigyelésekkel kapcsolatos irodalom Juhász Márton által írt 20 kéziratból, 1 publikációból és Kordos László által írt 2 publikációból áll. Jelzett turistaúthoz nagyon közel nyílik az engedély nélkül is látogatható barlang. Sok kiránduló felkeresi, de ez önmagában nem jár lényeges zavarással, de a barlangbejáratban és az előcsarnokban rendszeresen észlelhető tűzgyújtások füstje nagyon veszélyezteti a bent lévő denevéreket. Jó lenne egy ismeretterjesztő (tiltó, figyelemfelhívó) tábla kihelyezése.
| \| Dátum \| Összesen \| Rhin. hip. \| Myo. dau. \| Myo. natt. \| Myo. bech. \| Myo. myo. \| Ept. ser. \| Ple. aus. \| Bar. bar. \| indet sp. \| \| -------------------- \| -------- \| ---------- \| --------- \| ---------- \| ---------- \| --------- \| --------- \| --------- \| --------- \| --------- \| \| 1986. január 27. \| 13 \| 1 \| – \| – \| – \| 6 \| 3 \| – \| 3 \| – \| \| 1986. augusztus 3. \| – \| – \| – \| – \| – \| – \| – \| – \| – \| – \| \| 1987. március 14. \| 4 \| – \| – \| – \| – \| – \| – \| – \| 4 \| – \| \| 1988. január 15. \| – \| – \| – \| – \| – \| – \| – \| – \| – \| – \| \| 1989. február 26. \| 2 \| – \| – \| – \| – \| 2 \| – \| – \| – \| – \| \| 1989. július 22. \| – \| – \| – \| – \| – \| – \| – \| – \| – \| – \| \| 1990. január 27. \| 7 \| – \| – \| 2 \| – \| 3 \| – \| – \| 2 \| – \| \| 1990. június 28. \| – \| – \| – \| – \| – \| – \| – \| – \| – \| – \| \| 1991. január 21. \| 1 \| – \| – \| – \| – \| – \| 1 \| – \| – \| – \| \| 1991. augusztus 23. \| – \| – \| – \| – \| – \| – \| – \| – \| – \| – \| \| 1992. március 1. \| 2 \| 1 \| – \| – \| – \| 1 \| – \| – \| – \| – \| \| 1992. július 26. \| – \| – \| – \| – \| – \| – \| – \| – \| – \| – \| \| 1993. január 30. \| 1 \| 1 \| – \| – \| – \| – \| – \| – \| – \| – \| \| 1993. július 18. \| – \| – \| – \| – \| – \| – \| – \| – \| – \| – \| \| 1994. január 30. \| 1 \| – \| – \| – \| – \| – \| – \| – \| 1 \| – \| \| 1994. július 23. \| – \| – \| – \| – \| – \| – \| – \| – \| – \| – \| \| 1995. január 8. \| 4 \| – \| – \| 3 \| – \| 1 \| – \| – \| – \| – \| \| 1995. február 5. \| 1 \| – \| – \| – \| – \| – \| – \| – \| 1 \| – \| \| 1995. július 2. \| – \| – \| – \| – \| – \| – \| – \| – \| – \| – \| \| 1995. október 29. \| – \| – \| – \| – \| – \| – \| – \| – \| – \| – \| \| 1996. március 24. \| 1 \| – \| – \| – \| – \| – \| – \| – \| 1 \| – \| \| 1996. augusztus 2. \| – \| – \| – \| – \| – \| – \| – \| – \| – \| – \| \| 1997. augusztus 16. \| – \| – \| – \| – \| – \| – \| – \| – \| – \| – \| \| 1997. december 30. \| 3 \| – \| – \| – \| – \| – \| – \| – \| 1 \| 2 \| \| 1998. január 26. \| 8 \| 1 \| 1 \| – \| – \| 2 \| 3 \| – \| 1 \| – \| \| 1998. február 28. \| 2 \| – \| – \| – \| – \| 2 \| – \| – \| – \| – \| \| 1998. május 30. \| – \| – \| – \| – \| – \| – \| – \| – \| – \| – \| \| 1998. december 30. \| 6 \| – \| – \| 1 \| – \| 3 \| 1 \| – \| 1 \| – \| \| 1999. február 21. \| 11 \| – \| 1 \| – \| 1 \| 2 \| 6 \| – \| 1 \| – \| \| 1999. április 30. \| – \| – \| – \| – \| – \| – \| – \| – \| – \| – \| \| 1999. július 30. \| – \| – \| – \| – \| – \| – \| – \| – \| – \| – \| \| 1999. december 30. \| 20 \| 1 \| – \| 2 \| – \| – \| 10 \| – \| 7 \| – \| \| 2000. február 19. \| 12 \| – \| 1 \| – \| – \| – \| 4 \| – \| 7 \| – \| \| 2000. július 2. \| – \| – \| – \| – \| – \| – \| – \| – \| – \| – \| \| 2000. augusztus 26. \| – \| – \| – \| – \| – \| – \| – \| – \| – \| – \| \| 2000. december 30. \| 19 \| 1 \| – \| 3 \| – \| – \| – \| – \| 15 \| – \| \| 2001. január 28. \| 13 \| 1 \| – \| 1 \| – \| 1 \| 6 \| – \| 4 \| – \| \| 2001. február 24. \| 11 \| 1 \| – \| 1 \| – \| 1 \| 4 \| – \| 4 \| – \| \| 2001. március 24. \| 7 \| 2 \| – \| – \| – \| 4 \| 1 \| – \| – \| – \| \| 2001. április 26. \| 1 \| 1 \| – \| – \| – \| – \| – \| – \| – \| – \| \| 2001. május 29. \| – \| – \| – \| – \| – \| – \| – \| – \| – \| – \| \| 2001. június 23. \| – \| – \| – \| – \| – \| – \| – \| – \| – \| – \| \| 2001. július 28. \| – \| – \| – \| – \| – \| – \| – \| – \| – \| – \| \| 2001. augusztus 26. \| – \| – \| – \| – \| – \| – \| – \| – \| – \| – \| \| 2001. október 3. \| – \| – \| – \| – \| – \| – \| – \| – \| – \| – \| \| 2001. október 28. \| 2 \| – \| – \| – \| 1 \| – \| 1 \| – \| – \| – \| \| 2001. november 28. \| – \| – \| – \| – \| – \| – \| – \| – \| – \| – \| \| 2001. december 30. \| 5 \| 1 \| – \| 1 \| – \| – \| – \| – \| 3 \| – \| \| 2002. január 25. \| 8 \| – \| – \| 1 \| – \| 2 \| 1 \| – \| 4 \| – \| \| 2002. február 24. \| 10 \| – \| – \| 1 \| – \| 2 \| 6 \| – \| 1 \| – \| \| 2002. március 23. \| 2 \| 1 \| – \| 1 \| – \| – \| – \| – \| – \| – \| \| 2002. április 27. \| – \| – \| – \| – \| – \| – \| – \| – \| – \| – \| \| 2002. május 25. \| – \| – \| – \| – \| – \| – \| – \| – \| – \| – \| \| 2002. június 22. \| – \| – \| – \| – \| – \| – \| – \| – \| – \| – \| \| 2002. július 27. \| – \| – \| – \| – \| – \| – \| – \| – \| – \| – \| \| 2002. augusztus 15. \| – \| – \| – \| – \| – \| – \| – \| – \| – \| – \| \| 2002. szeptember 22. \| – \| – \| – \| – \| – \| – \| – \| – \| – \| – \| \| 2002. október 27. \| – \| – \| – \| – \| – \| – \| – \| – \| – \| – \| \| 2002. november 30. \| 3 \| – \| – \| – \| – \| 1 \| 2 \| – \| – \| – \| \| 2002. december 27. \| 10 \| – \| – \| – \| – \| 1 \| 4 \| – \| 5 \| – \| \| 2003. január 26. \| 21 \| 1 \| – \| 2 \| – \| 2 \| 7 \| – \| 9 \| – \| \| 2003. február 23. \| 20 \| 4 \| – \| 4 \| – \| 2 \| 2 \| – \| 8 \| – \| \| 2003. március 29. \| 3 \| – \| – \| 1 \| – \| 2 \| – \| – \| – \| – \| \| 2003. április 27. \| – \| – \| – \| – \| – \| – \| – \| – \| – \| – \| \| 2003. május 24. \| – \| – \| – \| – \| – \| – \| – \| – \| – \| – \| \| 2003. június 29. \| – \| – \| – \| – \| – \| – \| – \| – \| – \| – \| \| 2003. július 26. \| – \| – \| – \| – \| – \| – \| – \| – \| – \| – \| \| 2003. augusztus 24. \| – \| – \| – \| – \| – \| – \| – \| – \| – \| – \| \| 2003. szeptember 27. \| – \| – \| – \| – \| – \| – \| – \| – \| – \| – \| \| 2003. október 26. \| – \| – \| – \| – \| – \| – \| – \| – \| – \| – \| \| 2003. november 29. \| 2 \| – \| – \| 1 \| – \| 1 \| – \| – \| – \| – \| \| 2003. december 27. \| 5 \| – \| – \| 1 \| – \| 2 \| 1 \| – \| 1 \| – \| \| 2004. január 24. \| 10 \| 2 \| – \| 1 \| – \| 1 \| 1 \| – \| 5 \| – \| \| 2004. február 28. \| 6 \| 1 \| – \| 1 \| – \| 1 \| 2 \| – \| 1 \| – \| \| 2004. március 27. \| 7 \| 1 \| – \| 1 \| – \| 2 \| 2 \| – \| 1 \| – \| \| 2004. április 25. \| 1 \| – \| – \| – \| – \| – \| – \| – \| 1 \| – \| \| 2004. május 25. \| – \| – \| – \| – \| – \| – \| – \| – \| – \| – \| \| 2004. június 29. \| – \| – \| – \| – \| – \| – \| – \| – \| – \| – \| \| 2004. július 25. \| – \| – \| – \| – \| – \| – \| – \| – \| – \| – \| \| 2004. augusztus 22. \| – \| – \| – \| – \| – \| – \| – \| – \| – \| – \| \| 2004. szeptember 19. \| 4 \| – \| – \| – \| – \| – \| 4 \| – \| – \| – \| \| 2004. október 24. \| 3 \| – \| – \| 1 \| – \| – \| 2 \| – \| – \| – \| \| 2004. november 27. \| 11 \| 4 \| – \| – \| – \| – \| 7 \| – \| – \| – \| \| 2004. december 28. \| 10 \| 2 \| 1 \| – \| – \| 2 \| 3 \| – \| 2 \| – \| \| 2005. január 30. \| 13 \| 1 \| – \| – \| – \| 1 \| 3 \| – \| 8 \| – \| \| 2005. március 5. \| 11 \| 3 \| – \| – \| – \| – \| 3 \| – \| 5 \| – \| \| 2005. március 27. \| 11 \| 3 \| – \| – \| – \| 2 \| 6 \| – \| – \| – \| \| 2005. április 30. \| 1 \| 1 \| – \| – \| – \| – \| – \| – \| – \| – \| \| 2005. május 22. \| – \| – \| – \| – \| – \| – \| – \| – \| – \| – \| \| 2005. június 19. \| – \| – \| – \| – \| – \| – \| – \| – \| – \| – \| \| 2005. július 30. \| – \| – \| – \| – \| – \| – \| – \| – \| – \| – \| \| 2005. augusztus 27. \| – \| – \| – \| – \| – \| – \| – \| – \| – \| – \| \| 2005. szeptember 24. \| 1 \| 1 \| – \| – \| – \| – \| – \| – \| – \| – \| \| 2005. október 30. \| 3 \| 2 \| – \| – \| – \| 1 \| – \| – \| – \| – \| \| 2005. november 26. \| 10 \| 2 \| 2 \| – \| 1 \| – \| 3 \| – \| 2 \| – \| \| 2005. december 22. \| 14 \| 1 \| – \| – \| 2 \| – \| 2 \| – \| 9 \| – \| \| 2006. január 29. \| 7 \| 1 \| – \| – \| – \| – \| 4 \| – \| 2 \| – \| \| 2006. február 26. \| 10 \| 2 \| – \| – \| – \| 1 \| 4 \| – \| 3 \| – \| \| 2006. március 26. \| 8 \| 3 \| – \| – \| 1 \| 2 \| 2 \| – \| – \| – \| \| 2006. április 30. \| 2 \| 1 \| – \| – \| – \| – \| – \| – \| 1 \| – \| \| 2006. május 21. \| – \| – \| – \| – \| – \| – \| – \| – \| – \| – \| \| 2006. június 25. \| – \| – \| – \| – \| – \| – \| – \| – \| – \| – \| \| 2006. július 29. \| – \| – \| – \| – \| – \| – \| – \| – \| – \| – \| \| 2006. augusztus 27. \| – \| – \| – \| – \| – \| – \| – \| – \| – \| – \| \| 2006. szeptember 30. \| – \| – \| – \| – \| – \| – \| – \| – \| – \| – \| \| 2006. október 29. \| 5 \| 1 \| – \| 1 \| – \| 1 \| 1 \| – \| 1 \| – \| \| 2006. november 25. \| 8 \| 1 \| – \| 1 \| – \| – \| 2 \| – \| 4 \| – \| \| 2006. december 28. \| 10 \| – \| – \| – \| – \| – \| 6 \| 1 \| 3 \| – \| |          |            |           |            |            |           |           |           |           |           |
| Dátum | Összesen | Rhin. hip. | Myo. dau. | Myo. natt. | Myo. bech. | Myo. myo. | Ept. ser. | Ple. aus. | Bar. bar. | indet sp. |
| 1986. január 27. | 13       | 1          | –         | –          | –          | 6         | 3         | –         | 3         | –         |
| 1986. augusztus 3. | –        | –          | –         | –          | –          | –         | –         | –         | –         | –         |
| 1987. március 14. | 4        | –          | –         | –          | –          | –         | –         | –         | 4         | –         |
| 1988. január 15. | –        | –          | –         | –          | –          | –         | –         | –         | –         | –         |
| 1989. február 26. | 2        | –          | –         | –          | –          | 2         | –         | –         | –         | –         |
| 1989. július 22. | –        | –          | –         | –          | –          | –         | –         | –         | –         | –         |
| 1990. január 27. | 7        | –          | –         | 2          | –          | 3         | –         | –         | 2         | –         |
| 1990. június 28. | –        | –          | –         | –          | –          | –         | –         | –         | –         | –         |
| 1991. január 21. | 1        | –          | –         | –          | –          | –         | 1         | –         | –         | –         |
| 1991. augusztus 23. | –        | –          | –         | –          | –          | –         | –         | –         | –         | –         |
| 1992. március 1. | 2        | 1          | –         | –          | –          | 1         | –         | –         | –         | –         |
| 1992. július 26. | –        | –          | –         | –          | –          | –         | –         | –         | –         | –         |
| 1993. január 30. | 1        | 1          | –         | –          | –          | –         | –         | –         | –         | –         |
| 1993. július 18. | –        | –          | –         | –          | –          | –         | –         | –         | –         | –         |
| 1994. január 30. | 1        | –          | –         | –          | –          | –         | –         | –         | 1         | –         |
| 1994. július 23. | –        | –          | –         | –          | –          | –         | –         | –         | –         | –         |
| 1995. január 8. | 4        | –          | –         | 3          | –          | 1         | –         | –         | –         | –         |
| 1995. február 5. | 1        | –          | –         | –          | –          | –         | –         | –         | 1         | –         |
| 1995. július 2. | –        | –          | –         | –          | –          | –         | –         | –         | –         | –         |
| 1995. október 29. | –        | –          | –         | –          | –          | –         | –         | –         | –         | –         |
| 1996. március 24. | 1        | –          | –         | –          | –          | –         | –         | –         | 1         | –         |
| 1996. augusztus 2. | –        | –          | –         | –          | –          | –         | –         | –         | –         | –         |
| 1997. augusztus 16. | –        | –          | –         | –          | –          | –         | –         | –         | –         | –         |
| 1997. december 30. | 3        | –          | –         | –          | –          | –         | –         | –         | 1         | 2         |
| 1998. január 26. | 8        | 1          | 1         | –          | –          | 2         | 3         | –         | 1         | –         |
| 1998. február 28. | 2        | –          | –         | –          | –          | 2         | –         | –         | –         | –         |
| 1998. május 30. | –        | –          | –         | –          | –          | –         | –         | –         | –         | –         |
| 1998. december 30. | 6        | –          | –         | 1          | –          | 3         | 1         | –         | 1         | –         |
| 1999. február 21. | 11       | –          | 1         | –          | 1          | 2         | 6         | –         | 1         | –         |
| 1999. április 30. | –        | –          | –         | –          | –          | –         | –         | –         | –         | –         |
| 1999. július 30. | –        | –          | –         | –          | –          | –         | –         | –         | –         | –         |
| 1999. december 30. | 20       | 1          | –         | 2          | –          | –         | 10        | –         | 7         | –         |
| 2000. február 19. | 12       | –          | 1         | –          | –          | –         | 4         | –         | 7         | –         |
| 2000. július 2. | –        | –          | –         | –          | –          | –         | –         | –         | –         | –         |
| 2000. augusztus 26. | –        | –          | –         | –          | –          | –         | –         | –         | –         | –         |
| 2000. december 30. | 19       | 1          | –         | 3          | –          | –         | –         | –         | 15        | –         |
| 2001. január 28. | 13       | 1          | –         | 1          | –          | 1         | 6         | –         | 4         | –         |
| 2001. február 24. | 11       | 1          | –         | 1          | –          | 1         | 4         | –         | 4         | –         |
| 2001. március 24. | 7        | 2          | –         | –          | –          | 4         | 1         | –         | –         | –         |
| 2001. április 26. | 1        | 1          | –         | –          | –          | –         | –         | –         | –         | –         |
| 2001. május 29. | –        | –          | –         | –          | –          | –         | –         | –         | –         | –         |
| 2001. június 23. | –        | –          | –         | –          | –          | –         | –         | –         | –         | –         |
| 2001. július 28. | –        | –          | –         | –          | –          | –         | –         | –         | –         | –         |
| 2001. augusztus 26. | –        | –          | –         | –          | –          | –         | –         | –         | –         | –         |
| 2001. október 3. | –        | –          | –         | –          | –          | –         | –         | –         | –         | –         |
| 2001. október 28. | 2        | –          | –         | –          | 1          | –         | 1         | –         | –         | –         |
| 2001. november 28. | –        | –          | –         | –          | –          | –         | –         | –         | –         | –         |
| 2001. december 30. | 5        | 1          | –         | 1          | –          | –         | –         | –         | 3         | –         |
| 2002. január 25. | 8        | –          | –         | 1          | –          | 2         | 1         | –         | 4         | –         |
| 2002. február 24. | 10       | –          | –         | 1          | –          | 2         | 6         | –         | 1         | –         |
| 2002. március 23. | 2        | 1          | –         | 1          | –          | –         | –         | –         | –         | –         |
| 2002. április 27. | –        | –          | –         | –          | –          | –         | –         | –         | –         | –         |
| 2002. május 25. | –        | –          | –         | –          | –          | –         | –         | –         | –         | –         |
| 2002. június 22. | –        | –          | –         | –          | –          | –         | –         | –         | –         | –         |
| 2002. július 27. | –        | –          | –         | –          | –          | –         | –         | –         | –         | –         |
| 2002. augusztus 15. | –        | –          | –         | –          | –          | –         | –         | –         | –         | –         |
| 2002. szeptember 22. | –        | –          | –         | –          | –          | –         | –         | –         | –         | –         |
| 2002. október 27. | –        | –          | –         | –          | –          | –         | –         | –         | –         | –         |
| 2002. november 30. | 3        | –          | –         | –          | –          | 1         | 2         | –         | –         | –         |
| 2002. december 27. | 10       | –          | –         | –          | –          | 1         | 4         | –         | 5         | –         |
| 2003. január 26. | 21       | 1          | –         | 2          | –          | 2         | 7         | –         | 9         | –         |
| 2003. február 23. | 20       | 4          | –         | 4          | –          | 2         | 2         | –         | 8         | –         |
| 2003. március 29. | 3        | –          | –         | 1          | –          | 2         | –         | –         | –         | –         |
| 2003. április 27. | –        | –          | –         | –          | –          | –         | –         | –         | –         | –         |
| 2003. május 24. | –        | –          | –         | –          | –          | –         | –         | –         | –         | –         |
| 2003. június 29. | –        | –          | –         | –          | –          | –         | –         | –         | –         | –         |
| 2003. július 26. | –        | –          | –         | –          | –          | –         | –         | –         | –         | –         |
| 2003. augusztus 24. | –        | –          | –         | –          | –          | –         | –         | –         | –         | –         |
| 2003. szeptember 27. | –        | –          | –         | –          | –          | –         | –         | –         | –         | –         |
| 2003. október 26. | –        | –          | –         | –          | –          | –         | –         | –         | –         | –         |
| 2003. november 29. | 2        | –          | –         | 1          | –          | 1         | –         | –         | –         | –         |
| 2003. december 27. | 5        | –          | –         | 1          | –          | 2         | 1         | –         | 1         | –         |
| 2004. január 24. | 10       | 2          | –         | 1          | –          | 1         | 1         | –         | 5         | –         |
| 2004. február 28. | 6        | 1          | –         | 1          | –          | 1         | 2         | –         | 1         | –         |
| 2004. március 27. | 7        | 1          | –         | 1          | –          | 2         | 2         | –         | 1         | –         |
| 2004. április 25. | 1        | –          | –         | –          | –          | –         | –         | –         | 1         | –         |
| 2004. május 25. | –        | –          | –         | –          | –          | –         | –         | –         | –         | –         |
| 2004. június 29. | –        | –          | –         | –          | –          | –         | –         | –         | –         | –         |
| 2004. július 25. | –        | –          | –         | –          | –          | –         | –         | –         | –         | –         |
| 2004. augusztus 22. | –        | –          | –         | –          | –          | –         | –         | –         | –         | –         |
| 2004. szeptember 19. | 4        | –          | –         | –          | –          | –         | 4         | –         | –         | –         |
| 2004. október 24. | 3        | –          | –         | 1          | –          | –         | 2         | –         | –         | –         |
| 2004. november 27. | 11       | 4          | –         | –          | –          | –         | 7         | –         | –         | –         |
| 2004. december 28. | 10       | 2          | 1         | –          | –          | 2         | 3         | –         | 2         | –         |
| 2005. január 30. | 13       | 1          | –         | –          | –          | 1         | 3         | –         | 8         | –         |
| 2005. március 5. | 11       | 3          | –         | –          | –          | –         | 3         | –         | 5         | –         |
| 2005. március 27. | 11       | 3          | –         | –          | –          | 2         | 6         | –         | –         | –         |
| 2005. április 30. | 1        | 1          | –         | –          | –          | –         | –         | –         | –         | –         |
| 2005. május 22. | –        | –          | –         | –          | –          | –         | –         | –         | –         | –         |
| 2005. június 19. | –        | –          | –         | –          | –          | –         | –         | –         | –         | –         |
| 2005. július 30. | –        | –          | –         | –          | –          | –         | –         | –         | –         | –         |
| 2005. augusztus 27. | –        | –          | –         | –          | –          | –         | –         | –         | –         | –         |
| 2005. szeptember 24. | 1        | 1          | –         | –          | –          | –         | –         | –         | –         | –         |
| 2005. október 30. | 3        | 2          | –         | –          | –          | 1         | –         | –         | –         | –         |
| 2005. november 26. | 10       | 2          | 2         | –          | 1          | –         | 3         | –         | 2         | –         |
| 2005. december 22. | 14       | 1          | –         | –          | 2          | –         | 2         | –         | 9         | –         |
| 2006. január 29. | 7        | 1          | –         | –          | –          | –         | 4         | –         | 2         | –         |
| 2006. február 26. | 10       | 2          | –         | –          | –          | 1         | 4         | –         | 3         | –         |
| 2006. március 26. | 8        | 3          | –         | –          | 1          | 2         | 2         | –         | –         | –         |
| 2006. április 30. | 2        | 1          | –         | –          | –          | –         | –         | –         | 1         | –         |
| 2006. május 21. | –        | –          | –         | –          | –          | –         | –         | –         | –         | –         |
| 2006. június 25. | –        | –          | –         | –          | –          | –         | –         | –         | –         | –         |
| 2006. július 29. | –        | –          | –         | –          | –          | –         | –         | –         | –         | –         |
| 2006. augusztus 27. | –        | –          | –         | –          | –          | –         | –         | –         | –         | –         |
| 2006. szeptember 30. | –        | –          | –         | –          | –          | –         | –         | –         | –         | –         |
| 2006. október 29. | 5        | 1          | –         | 1          | –          | 1         | 1         | –         | 1         | –         |
| 2006. november 25. | 8        | 1          | –         | 1          | –          | –         | 2         | –         | 4         | –         |
| 2006. december 28. | 10       | –          | –         | –          | –          | –         | 6         | 1         | 3         | –         |

2008-ban a Gerecse hegység jelentősebb (legalább 10 egyedszámú) denevér-telelőhelyei közé tartozott a barlang (2008. január 27-én 17 példány telelt benne). 2008-ban a Gerecse Barlangkutató és Természetvédő Egyesület bevonta az egyesület által végzett, makroszkópikus gerinctelen faunisztikai kutatásba a Bajnai Öreg-lyukat (Bajna, barlangkataszteri szám: 4663-1).
Az egyesület 2009. évi jelentése szerint 2009-ben a Gerecse hegység jelentősebb (legalább 10 egyedszámú) denevér-telelőhelyei közé tartozott a barlang (2009. február 28-án 14 példány telelt benne). 2009. január 30-án 5 kis patkósdenevért, 1 közönséges denevért, 1 közönséges késeidenevért, 2 nyugati piszedenevért, 2009. február 28-án 10 kis patkósdenevért, 1 közönséges denevért, 2 közönséges késeidenevért, 1 nyugati piszedenevért, 2009. március 29-én 2 kis patkósdenevért, 1 közönséges denevért, 2009. április 26-án 1 (meghatározatlan fajú) denevért, 2009. november 28-án 2 kis patkósdenevért, 2009. december 29-én pedig 3 kis patkósdenevért és 1 közönséges denevért figyelt meg az egyesület a barlangban. (A 2009. május 30-i, a 2009. június 23-i, a 2009. július 26-i, a 2009. augusztus 29-i, a 2009. szeptember 26-i és a 2009. október 24-i barlangbejárásokkor nem volt a barlangban denevér.) A kéziratban van egy olyan ábra (2. ábra, a vizsgált barlangokból gyűjtött összes állat egyedszám alapján történő eloszlása barlangonként), melyen látszik, hogy a Bajnai Öreg-lyukból a vizsgált barlangokból gyűjtött, makroszkópikus gerinctelen egyedek számának 3 %-a került elő.
| \| Taxon/barlang \| Pisznice-barlang \| Nyári-barlang \| Pisznicei Alsó-barlang \| Lengyel-barlang \| Vértes László-barlang \| Pisznicei-zsomboly \| Bajnai Öreg-lyuk \| Lengyel-szakadék \| Veres-hegyi-barlang \| Megalodus-barlang \| Összesen \| \| ------------------------------------------------------- \| ---------------- \| ------------- \| ---------------------- \| --------------- \| --------------------- \| ------------------ \| ---------------- \| ---------------- \| ------------------- \| ----------------- \| -------- \| \| Oxychilus glaber (Mollusca) \| 8 \| 4 \| 5 \| 0 \| 0 \| 3 \| 0 \| 0 \| 1 \| 1 \| 22 \| \| Limax sp. (Mollusca) \| 0 \| 1 \| 5 \| 3 \| 20 \| 10 \| 0 \| 0 \| 0 \| 0 \| 39 \| \| Oligochaeta indet. (Annelida, Clitellata) \| 0 \| 0 \| 0 \| 1 \| 1 \| 0 \| 0 \| 0 \| 0 \| 0 \| 2 \| \| Oniscus asellus (Crustacea) \| 0 \| 0 \| 0 \| 0 \| 0 \| 2 \| 0 \| 0 \| 1 \| 1 \| 4 \| \| Lythobius sp. (Myriapoda) \| 1 \| 0 \| 0 \| 0 \| 1 \| 0 \| 0 \| 0 \| 0 \| 0 \| 2 \| \| Glomeris hexasticha (Myriapoda) \| 2 \| 0 \| 0 \| 3 \| 0 \| 5 \| 0 \| 2 \| 0 \| 0 \| 12 \| \| Trachisphaera costata (Myriapoda) \| 0 \| 0 \| 0 \| 1 \| 0 \| 0 \| 0 \| 0 \| 0 \| 0 \| 1 \| \| Diplopoda indet. \| 0 \| 5 \| 4 \| 1 \| 1 \| 0 \| 0 \| 3 \| 0 \| 1 \| 15 \| \| Polydesmus sp. (Diplopoda) \| 0 \| 0 \| 0 \| 3 \| 0 \| 2 \| 0 \| 0 \| 0 \| 0 \| 5 \| \| Collembola indet. (Parainsecta cl.) \| 42 \| 0 \| 0 \| 31 \| 39 \| 10 \| 1 \| 3 \| 8 \| 0 \| 134 \| \| Dermoptera (Insecta cl.) \| 0 \| 0 \| 0 \| 0 \| 0 \| 1 \| 0 \| 0 \| 0 \| 0 \| 1 \| \| Phryganea grandis (Insecta, Trichoptera) \| 2 \| 0 \| 5 \| 0 \| 1 \| 1 \| 0 \| 1 \| 0 \| 0 \| 10 \| \| Triphosa dubiata (Insecta, Lepidoptera) \| 181 \| 200 \| 0 \| 0 \| 10 \| 8 \| 10 \| 5 \| 0 \| 0 \| 414 \| \| Scoliopterix libatrix (Insecta, Lepidoptera) \| 170 \| 200 \| 0 \| 0 \| 10 \| 0 \| 0 \| 7 \| 0 \| 0 \| 387 \| \| Culicidae indet. (Insecta, Diptera) \| 7 \| 14 \| 8 \| 21 \| 11 \| 12 \| 20 \| 0 \| 1 \| 2 \| 96 \| \| Brachicera indet. (Insecta, Diptera) \| 9 \| 2 \| 5 \| 2 \| 1 \| 0 \| 1 \| 2 \| 4 \| 2 \| 28 \| \| Protichneumon pisorius (Insecta, Hymenoptera) \| 7 \| 0 \| 5 \| 0 \| 0 \| 1 \| 20 \| 0 \| 2 \| 0 \| 35 \| \| Carabus coriaceus (Insecta, Coleoptera) \| 0 \| 0 \| 6 \| 0 \| 0 \| 8 \| 0 \| 0 \| 0 \| 0 \| 14 \| \| Carabus nemoralis (Insecta, Coleoptera) \| 0 \| 0 \| 0 \| 0 \| 0 \| 0 \| 0 \| 1 \| 0 \| 0 \| 1 \| \| Brachinus sp. (Insecta, Coleoptera) \| 0 \| 0 \| 0 \| 0 \| 0 \| 1 \| 0 \| 0 \| 2 \| 0 \| 3 \| \| Chlaenius spoliatus (Insecta, Coleoptera) \| 0 \| 0 \| 9 \| 0 \| 1 \| 0 \| 0 \| 5 \| 0 \| 0 \| 15 \| \| Hidrous sp. (Insecta, Coleoptera) \| 0 \| 0 \| 0 \| 1 \| 0 \| 0 \| 0 \| 0 \| 0 \| 0 \| 1 \| \| Staphilinidae indet. (Insecta, Coleoptera) \| 4 \| 0 \| 0 \| 0 \| 1 \| 0 \| 0 \| 2 \| 1 \| 0 \| 8 \| \| Coleoptera indet. (Insecta) \| 3 \| 0 \| 0 \| 0 \| 0 \| 0 \| 0 \| 0 \| 0 \| 0 \| 3 \| \| Pseudoscorpiones indet. (Chelicerata sph. Arachnida) \| 0 \| 0 \| 0 \| 0 \| 0 \| 0 \| 0 \| 0 \| 0 \| 2 \| 2 \| \| Opiliones indet. (Chelicerata sph. Arachnida) \| 1 \| 0 \| 0 \| 0 \| 0 \| 0 \| 0 \| 0 \| 0 \| 0 \| 1 \| \| Acari indet. (Chelicerata sph. Arachnida) \| 7 \| 0 \| 1 \| 4 \| 2 \| 0 \| 0 \| 0 \| 0 \| 0 \| 14 \| \| Ixodes sp. (Chelicerata sph. Arachnida Acari) \| 1 \| 0 \| 0 \| 0 \| 0 \| 0 \| 1 \| 0 \| 1 \| 0 \| 3 \| \| Meta menardi (Chelicerata sph. Arachnida, Araneae scl.) \| 60 \| 21 \| 180 \| 44 \| 10 \| 15 \| 0 \| 21 \| 5 \| 15 \| 371 \| \| Araneae indet. (Chelicerata sph. Arachnida) \| 6 \| 1 \| 0 \| 0 \| 0 \| 1 \| 2 \| 1 \| 1 \| 1 \| 13 \| \| Barlangonkénti egyedszám összesen \| 511 \| 448 \| 233 \| 115 \| 109 \| 80 \| 55 \| 53 \| 27 \| 25 \| 1656 \| |                  |               |                        |                 |                       |                    |                  |                  |                     |                   |          |
| Taxon/barlang | Pisznice-barlang | Nyári-barlang | Pisznicei Alsó-barlang | Lengyel-barlang | Vértes László-barlang | Pisznicei-zsomboly | Bajnai Öreg-lyuk | Lengyel-szakadék | Veres-hegyi-barlang | Megalodus-barlang | Összesen |
| Oxychilus glaber (Mollusca) | 8                | 4             | 5                      | 0               | 0                     | 3                  | 0                | 0                | 1                   | 1                 | 22       |
| Limax sp. (Mollusca) | 0                | 1             | 5                      | 3               | 20                    | 10                 | 0                | 0                | 0                   | 0                 | 39       |
| Oligochaeta indet. (Annelida, Clitellata) | 0                | 0             | 0                      | 1               | 1                     | 0                  | 0                | 0                | 0                   | 0                 | 2        |
| Oniscus asellus (Crustacea) | 0                | 0             | 0                      | 0               | 0                     | 2                  | 0                | 0                | 1                   | 1                 | 4        |
| Lythobius sp. (Myriapoda) | 1                | 0             | 0                      | 0               | 1                     | 0                  | 0                | 0                | 0                   | 0                 | 2        |
| Glomeris hexasticha (Myriapoda) | 2                | 0             | 0                      | 3               | 0                     | 5                  | 0                | 2                | 0                   | 0                 | 12       |
| Trachisphaera costata (Myriapoda) | 0                | 0             | 0                      | 1               | 0                     | 0                  | 0                | 0                | 0                   | 0                 | 1        |
| Diplopoda indet. | 0                | 5             | 4                      | 1               | 1                     | 0                  | 0                | 3                | 0                   | 1                 | 15       |
| Polydesmus sp. (Diplopoda) | 0                | 0             | 0                      | 3               | 0                     | 2                  | 0                | 0                | 0                   | 0                 | 5        |
| Collembola indet. (Parainsecta cl.) | 42               | 0             | 0                      | 31              | 39                    | 10                 | 1                | 3                | 8                   | 0                 | 134      |
| Dermoptera (Insecta cl.) | 0                | 0             | 0                      | 0               | 0                     | 1                  | 0                | 0                | 0                   | 0                 | 1        |
| Phryganea grandis (Insecta, Trichoptera) | 2                | 0             | 5                      | 0               | 1                     | 1                  | 0                | 1                | 0                   | 0                 | 10       |
| Triphosa dubiata (Insecta, Lepidoptera) | 181              | 200           | 0                      | 0               | 10                    | 8                  | 10               | 5                | 0                   | 0                 | 414      |
| Scoliopterix libatrix (Insecta, Lepidoptera) | 170              | 200           | 0                      | 0               | 10                    | 0                  | 0                | 7                | 0                   | 0                 | 387      |
| Culicidae indet. (Insecta, Diptera) | 7                | 14            | 8                      | 21              | 11                    | 12                 | 20               | 0                | 1                   | 2                 | 96       |
| Brachicera indet. (Insecta, Diptera) | 9                | 2             | 5                      | 2               | 1                     | 0                  | 1                | 2                | 4                   | 2                 | 28       |
| Protichneumon pisorius (Insecta, Hymenoptera) | 7                | 0             | 5                      | 0               | 0                     | 1                  | 20               | 0                | 2                   | 0                 | 35       |
| Carabus coriaceus (Insecta, Coleoptera) | 0                | 0             | 6                      | 0               | 0                     | 8                  | 0                | 0                | 0                   | 0                 | 14       |
| Carabus nemoralis (Insecta, Coleoptera) | 0                | 0             | 0                      | 0               | 0                     | 0                  | 0                | 1                | 0                   | 0                 | 1        |
| Brachinus sp. (Insecta, Coleoptera) | 0                | 0             | 0                      | 0               | 0                     | 1                  | 0                | 0                | 2                   | 0                 | 3        |
| Chlaenius spoliatus (Insecta, Coleoptera) | 0                | 0             | 9                      | 0               | 1                     | 0                  | 0                | 5                | 0                   | 0                 | 15       |
| Hidrous sp. (Insecta, Coleoptera) | 0                | 0             | 0                      | 1               | 0                     | 0                  | 0                | 0                | 0                   | 0                 | 1        |
| Staphilinidae indet. (Insecta, Coleoptera) | 4                | 0             | 0                      | 0               | 1                     | 0                  | 0                | 2                | 1                   | 0                 | 8        |
| Coleoptera indet. (Insecta) | 3                | 0             | 0                      | 0               | 0                     | 0                  | 0                | 0                | 0                   | 0                 | 3        |
| Pseudoscorpiones indet. (Chelicerata sph. Arachnida) | 0                | 0             | 0                      | 0               | 0                     | 0                  | 0                | 0                | 0                   | 2                 | 2        |
| Opiliones indet. (Chelicerata sph. Arachnida) | 1                | 0             | 0                      | 0               | 0                     | 0                  | 0                | 0                | 0                   | 0                 | 1        |
| Acari indet. (Chelicerata sph. Arachnida) | 7                | 0             | 1                      | 4               | 2                     | 0                  | 0                | 0                | 0                   | 0                 | 14       |
| Ixodes sp. (Chelicerata sph. Arachnida Acari) | 1                | 0             | 0                      | 0               | 0                     | 0                  | 1                | 0                | 1                   | 0                 | 3        |
| Meta menardi (Chelicerata sph. Arachnida, Araneae scl.) | 60               | 21            | 180                    | 44              | 10                    | 15                 | 0                | 21               | 5                   | 15                | 371      |
| Araneae indet. (Chelicerata sph. Arachnida) | 6                | 1             | 0                      | 0               | 0                     | 1                  | 2                | 1                | 1                   | 1                 | 13       |
| Barlangonkénti egyedszám összesen | 511              | 448           | 233                    | 115             | 109                   | 80                 | 55               | 53               | 27                  | 25                | 1656     |

2010-ben a Gerecse hegység jelentősebb (legalább 10 egyedszámú) denevér-telelőhelyei közé tartozott a barlang (2010. december 30-án 15 példány telelt benne). 2010. január 31-én 6 kis patkósdenevért, 1 közönséges denevért, 1 nyugati piszedenevért, 2010. február 28-án 6 kis patkósdenevért, 1 közönséges denevért, 2010. március 28-án 2 kis patkósdenevért, 1 közönséges denevért, 2010. szeptember 26-án 3 kis patkósdenevért, 2010. október 29-én 2 kis patkósdenevért, 2010. november 27-én 2 kis patkósdenevért, 1 közönséges denevért, 2010. december 30-án pedig 4 kis patkósdenevért, 1 közönséges denevért, 4 közönséges késeidenevért és 6 nyugati piszedenevért figyelt meg az egyesület a barlangban. (A 2010. április 30-i, a 2010. május 29-i, a 2010. július 17-i, a 2010. augusztus 26-i és a 2010. október 1-i barlangbejárásokkor nem volt a barlangban denevér.) 2011. január 27-én 1 kis patkósdenevért, 2 közönséges denevért, 1 közönséges késeidenevért, 2011. április 28-án 5 kis patkósdenevért, 2011. december 27-én pedig 1 kis patkósdenevért, 4 közönséges késeidenevért, 1 barna hosszúfülű-denevért és 1 nyugati piszedenevért figyelt meg az egyesület a barlangban. (A 2011. július 26-i és a 2011. szeptember 29-i barlangbejárásokkor nem volt a barlangban denevér.)
A Duna–Ipoly Nemzeti Park Igazgatóság működési területén lévő, 4663-1 kataszteri számú Bajnai Öreg-lyuk, 2012. február 25-től, a vidékfejlesztési miniszter 4/2012. (II. 24.) VM utasítása szerint, megkülönböztetetten védett barlang. 2012-ben a Gerecse hegység jelentősebb (legalább 10 egyedszámú) denevér-telelőhelyei közé tartozott a barlang (2012. december 27-én 11 példány telelt benne). 2012. március 31-én 4 kis patkósdenevért, 2 közönséges denevért, 2012. október 12-én 3 kis patkósdenevért, 2012. december 27-én pedig 8 kis patkósdenevért és 3 közönséges késeidenevért figyelt meg az egyesület a barlangban. (A 2012. június 29-i barlangbejáráskor nem volt a barlangban denevér.) Az MKBT Tájékoztató 2012. szeptember–októberi számában meg van említve, hogy a Magyar Karszt- és Barlangkutató Társulat Gerecse hegységben, 2012. október 12–14. között tartandó tanulmányútjának programjában van a Bajnai Öreg-lyuk október 12-i meglátogatása. Az MKBT Tájékoztató 2012. november–decemberi száma szerint 2012. október 12-én, az MKBT által a Gerecse hegységben tartott tanulmányúton az első igazi túracélpont a Bajnán lévő Öreg-lyuk volt.
2013. augusztus 12-től a belügyminiszter 43/2013. (VIII. 9.) BM rendelete szerint a Komárom-Esztergom megyei, bajnai, 4663-1 barlangkataszteri számú és 1909 lelőhely-azonosítójú Bajnai Öreg-lyuk régészeti szempontból jelentős barlangnak minősül. 2013. március 28-án 1 kis patkósdenevért, 2013. szeptember 25-én 1 kis patkósdenevért, 2013. december 27-én pedig 3 kis patkósdenevért, 1 nagy patkósdenevért, 1 közönséges késeidenevért és 1 nyugati piszedenevért figyelt meg az egyesület a barlangban. (A 2013. július 12-i barlangbejáráskor nem volt a barlangban denevér.) A 2012–2014. évi Karszt és Barlangban meg van ismételve az MKBT Tájékoztató 2012. november–decemberi számában közölt, az MKBT tanulmányútjáról szóló beszámoló. 2014. szeptember 28-án 2 kis patkósdenevért, 2014. december 30-án pedig 3 kis patkósdenevért és 1 nyugati piszedenevért figyelt meg az egyesület a barlangban. (A 2014. március 29-i és a 2014. június 29-i barlangbejárásokkor nem volt a barlangban denevér.)

## További irodalom
- Dénes György: Erwähnung von Höhlen in mittelalterlichen ungarischen Urkunden. Acta Carsologica, 1997. (26. köt.) 2. sz. 35–39. old.
- Dénes György: Középkori Kőpest-hegy és barlangja a Gerecsében. Barlangkutatók Szakmai Találkozója, 1999. nov. 5–7. Tatabánya. Összefoglalások. Tatabánya, 1999. 2–3. old.
- Holényi László: Gerecse útikalauz. Budapest, 1967
- Kadić Ottokár: Csonka-Magyarország barlangjainak rövid ismertetése. Kézirat, 1952 (A kézirat megtalálható a Magyar Állami Földtani Intézetben.)
- Papp Ferenc: Dunántúl karsztmorfológiája. Kézirat. Budapest, 1961 (A kézirat, amely egy szakértői vélemény a Bányászati Kutató Intézet részére, megtalálható a Bibliotheca Speleologica gyűjteményében.)
- Péczi Ernő: A Gerecse vidékének rövid ismertetője. A Gerecse turistatérképének hátoldala. Kartográfiai Vállalat, 1979
- Vajna György: Barlangok. In: Baranyi Vince et al.: Komárom megye természeti értékei. Komárom megyei Tanács V.B., Tatabánya, 1981. 49–58. old.
- –: MNM Adattára IV.1961/78. Kézirat. (A Vértes László által végzett helyszíni terepszemléről szóló kézirat megtalálható a Magyar Nemzeti Múzeumban.)